# Chiesa di San Lorenzo (Brescia)
La chiesa di San Lorenzo è un luogo di culto cattolico di Brescia, situata in via Moretto, a nord dei moderni palazzi della Camera di Commercio, a pochi metri da piazza Bruno Boni. Le origini dell'edificio affondano nei primi secoli di esistenza del cristianesimo e il medesimo ha subito un primo rifacimento durante il Quattrocento, per poi essere completamente rinnovata e portata all'aspetto attuale dai lavori della metà del Settecento, voluti dal prevosto Giovanni Pietro Dolfin. Ricca di opere d'arte pittoriche e scultoree, eccelle nella magnificenza dei suoi altari ed è sempre stata figurata come importante centro religioso all'interno del panorama cittadino.

## Storia
I primi documenti che parlano della chiesa risalgono all'XI secolo, segnalandola nell'ubicazione in cui si trova tuttora, anche se al tempo si trovava fuori dalle mura cittadine. Un catalogo di vescovi bresciani di quell'epoca indica "ad sanctum laurentinum" la sepoltura del vescovo San Ottaziano, a capo della diocesi cittadina intorno alla metà del V secolo. È questo un dato molto importante per risalire alla fondazione della chiesa, poiché al tempo era tradizione seppellire i vescovi all'interno delle chiese da essi fondate. Se questa supposizione è vera, ed è comunque verosimile, la chiesa di San Lorenzo affonderebbe la sua fondazione in epoca paleocristiana.
I resti del vescovo, fra l'altro, esistono ancora oggi, racchiusi in un'arca marmorea sotto l'altare maggiore insieme a quelli di san Vigilio, forse suo successore. I primi interventi di rilievo sull'edificio si hanno alla fine del Quattrocento per volere del prevosto Bernardino Fabio: "quattro pilastri per parte erano stati aggiunti che erano dei stessi pilastri ancora più vecchi. Servivano essi pilastri per fortificare i detti muri, e formavano dalla parte verso strada l'imboccatura di tre cappelle; sostenevano indi essi quattro archette sopra delle quali appostavano le trezzere e le tegole, le quali formavano la copertura della chiesa".
All'inizio del Cinquecento viene commissionato al Romanino il Compiano su Cristo morto per la cappella della Passione, dove rimase almeno fino al 1871 per poi essere venduto e trasferito in varie collezioni private in Italia e in Inghilterra. Si trova oggi a Venezia, nelle Gallerie dell'Accademia. Da questo momento in poi, molti altri artisti lavorano nella chiesa dando lustro al Cinquecento laurenziano, fra i quali nuovamente il Romanino, ma anche Callisto Piazza, Lattanzio Gambara, Pietro Marone e Prospero Rabaglio. Nel Seicento, con la diffusione del culto di San Carlo Borromeo, la chiesa si arricchisce di un altare a lui dedicato, decorato da una pala di Francesco Giugno.

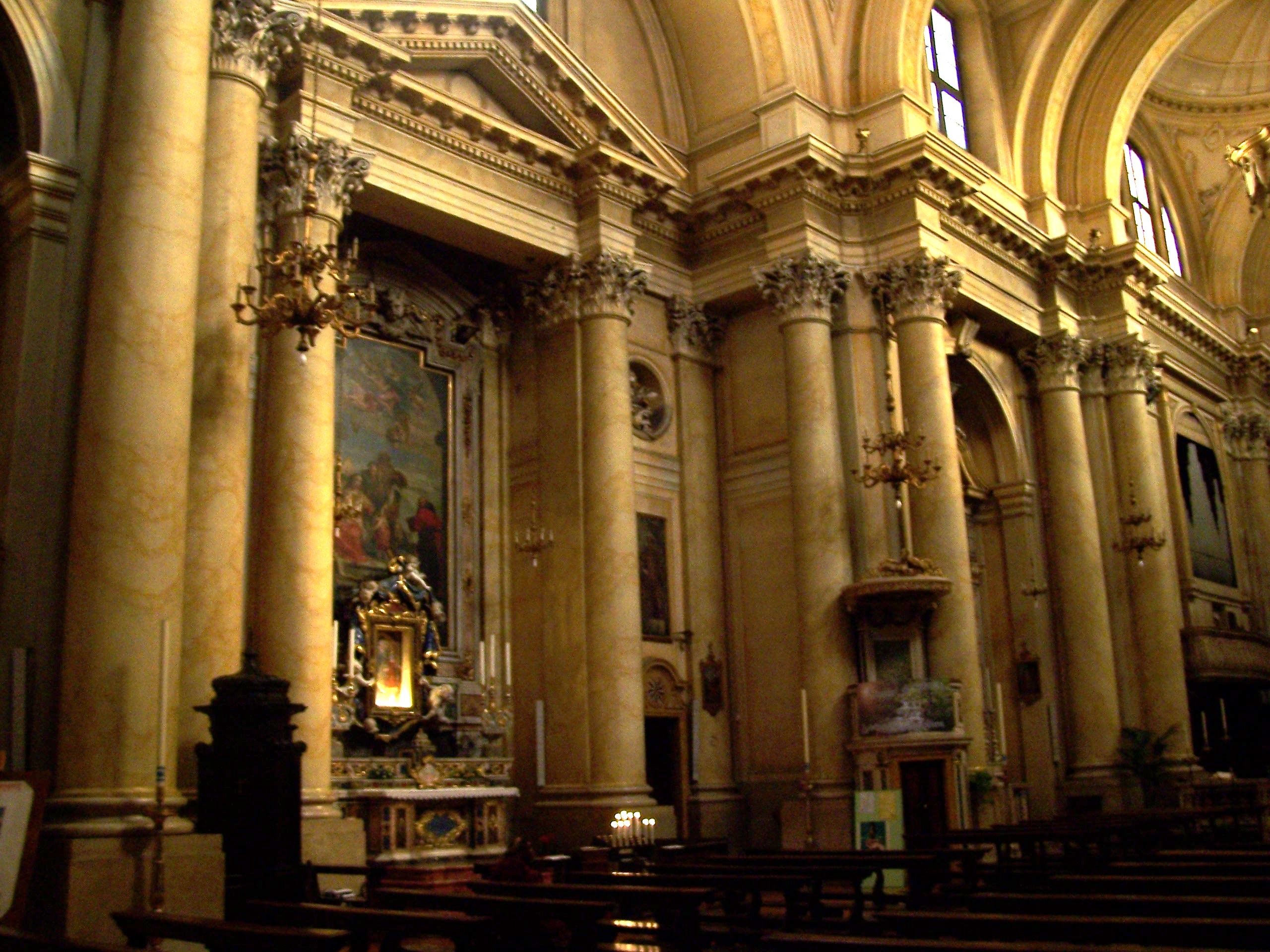
L'interno della chiesa

Anche le altre due cappelle della chiesa, dedicate alla Passione e al Corpo di Cristo, rimangono luoghi di costante e intensa devozione e vengono progressivamente arricchite da strutture marmoree e dipinti, in questo caso di Grazio Cossali e Pietro Ricchi. In questa fase della sua storia la chiesa è di impianto medievale, con tre cappelle sul lato sud (dedicate al Santissimo Corpo di Cristo, alla Passione e alla Madonna della Misericordia, in successione dall'ingresso) e una sul lato nord, dedicata a San Carlo Borromeo. Il tutto è completato da una grande quantità di opere pittoriche, tele e affreschi, dei prima citati autori.
Nel 1602 viene soppresso l'Ordine degli Umiliati, che amministrava la parrocchia, con una bolla di Papa Pio V e questa passa alle Monache Agostiniane.
Il 7 marzo 1751, domenica, diventa una data importantissima nella storia della chiesa. Al suo interno, difatti, si riunisce la "General Vicinia", istituzione di antica storia civile, rappresentativa della volontà degli abitanti del quartiere, per decidere la sorte della chiesa, ormai pericolante. Il pavimento era sconnesso in più punti, l'umidità era consistente a causa del torrente Garza che scorreva poco lontano e il tetto necessitava di urgenti riparazioni. A capo della riunione è il prevosto Giovanni Pietro Dolfin, a San Lorenzo dall'agosto dell'anno precedente, trasferitovi da chiesa di San Zeno al Foro (Brescia). Era già noto per la ricostruzione di quella parrocchiale, salvata praticamente dal crollo con la realizzazione di un nuovo edificio elegante, ricco d'arte e più adeguato al servizio liturgico. Espresse le varie opinioni, viene quindi votato l'ordine del giorno: 185 sì contro 7 no attestano la volontà di affidare al prevosto Dolfin l'incarico di procedere alla ristrutturazione di San Lorenzo. È inoltre dichiarato esplicitamente dai parrocchiani il singolo impegno di contribuire all'impresa: i motivi a supporto sono di carattere spirituale, ma ne andava anche del prestigio del quartiere, che in sostanza coglieva l'occasione di misurarsi con la città, dove le novità in fatto di riedificazioni di edifici religiosi si stavano moltiplicando, spesso assumendo anche dimensioni rilevanti.
Approvato dunque dalla Vicinia il documento del 7 marzo, il cantiere ha ufficialmente apertura. Con il benestare della Curia, viene costituita una confraternita pro Fabrica, i cui membri dell'uno e dell'altro sesso assumono l'impegno di fornire un contributo settimanale di due soldi, nonché un lavoro manuale e la "cerca" finalizzata a raccogliere elemosine. La confraternita fu denominata "Suffragio della Fabrica", gratificata anche da particolari "vantaggi spirituali" concessi da Papa Benedetto XIV con una breve datata 21 maggio 1751.
In sostanza, si può dire che la storia della chiesa termini qui: l'enorme e ardito lavoro di rifacimento promosso dal Dolfin cambiò completamente il volto interno ed esterno dell'edificio ma, quando il cantiere ebbe finalmente termine, nel 1761, ma con code fino alla consacrazione del 1763, non si ebbero più interventi rilevanti nei secoli successivi, tranne piccole modifiche, soprattutto abbellimenti, agli altari interni. Bisognerà aspettare fino agli ultimi anni del Novecento per registrare delle modifiche degne di nota: in questo periodo, infatti, la parrocchia di San Lorenzo avvia un programma di recupero e sistemazione degli ampi spazi all'interno delle proprietà confinanti con la chiesa, rendendoli adatti ad ospitare iniziative di carattere sociale con particolare attenzione nei riguardi degli anziani.
Gli edifici attigui alla parrocchia vengono restaurati e modificati all'interno per accogliere vari locali, fra cui un oratorio, una sala lettura e un centro per la pastorale giovanile a pianterreno, un'ampia sala per manifestazioni culturali al primo piano e una piccola casa di riposo per anziani al secondo, provvista di sei camere da letto con bagni, cucina, soggiorno e sala da pranzo, con capacità di circa dieci ospiti. Per quanto riguarda la chiesa, l'ultimo intervento al suo interno avviene nel 2000, quando la dolfiniana cappella del Battistero viene restaurata e modificata: il pavimento viene rifatto e si ha l'aggiunta di un altare, mentre l'originale apparato pittorico viene integrato da alcune opere recenti.

## Struttura

### Esterno

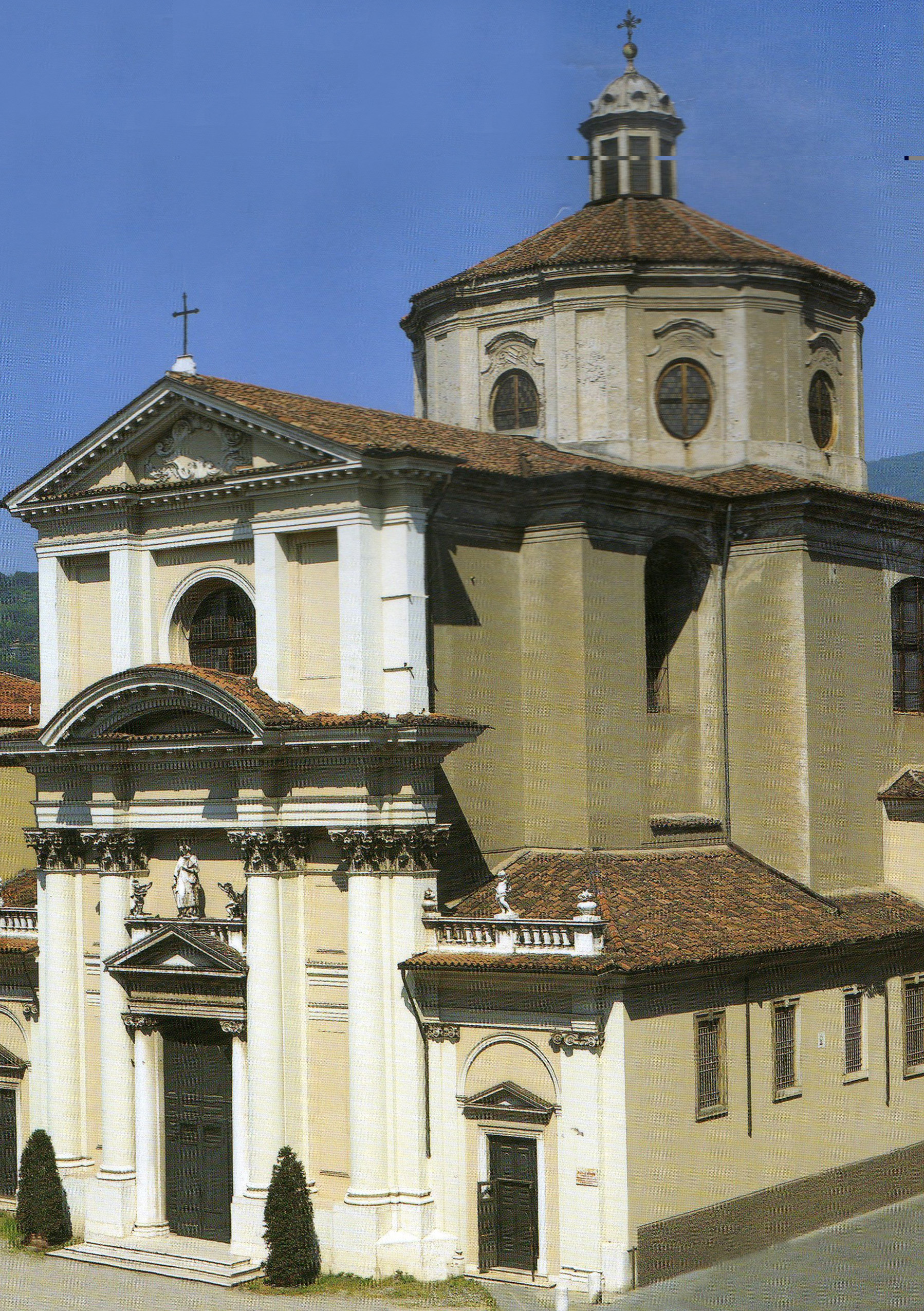
L'esterno visto dal palazzo della Camera di Commercio

La facciata della chiesa di San Lorenzo viene edificata fra il 1753 e il 1757 su progetto del Capo mistro Domenico Corbellini, assunto dal prevosto Dolfin come architetto della fabbrica. I materiali provengono tutti dalle cave di Rezzato e Botticino e sono approntati da maestranze sul posto.
La facciata è piuttosto alta e slanciata, divisa in due ordini da un'alta trabeazione. L'ordine inferiore, corinzio, è formato da semicolonne sporgenti e da lesene che ne movimentano molto il profilo. Si ha un primo timpano ad arco ribassato che poggia direttamente sulla trabeazione. Il secondo ordine è molto semplice, senza capitelli e trattato a fascia, ma comunque molto aggettante, risolto con una modesta trabeazione su cui poggia il timpano di coronamento, triangolare, sfondato al centro da una decorazione a stemma. Al di sotto si apre il finestrone circolare che illumina l'interno, probabilmente resto dell'antico rosone della facciata medievale.
Il corpo della facciata possiede anche due ali minori laterali, molto basse rispetto alla verticalità dell'elemento centrale, e che quasi non vengono notate nell'insieme. Le due ali ospitano gli ingressi laterali e sono risolte con piatte lesene ioniche. I due portali sono sormontati da un timpano rettangolare e come coronamento dei due corpi si ha una finta balaustra, decorate da vasi portafiori in marmo e un putto al centro, i primi di Giovanni Pietro Calegari, i secondi autografo di Antonio Calegari. Scrive il Dolfin: "Di particolare tenerezza è quello (il putto) di destra: visetto pensoso rivolto verso il basso, al sagrato e alla strada, braccino sinistro elevato ad invitare i passanti alla casa del Signore".
Di ordine ionico è anche il portale d'ingresso principale alla chiesa, sormontato da una trabeazione recante la scritta "VOS FIDE STATIS HOC FIDE STAT" (fede che nel tempio ha eletta dimora), e da un timpano triangolare, sormontato da un frammento di trabeazione recante due putti di Antonio Calegari sui lati e una statua di San Lorenzo al centro, proveniente dalla vecchia chiesa e opera di Giovanni Antonio Carra o Prospero Antichi.

### Interno

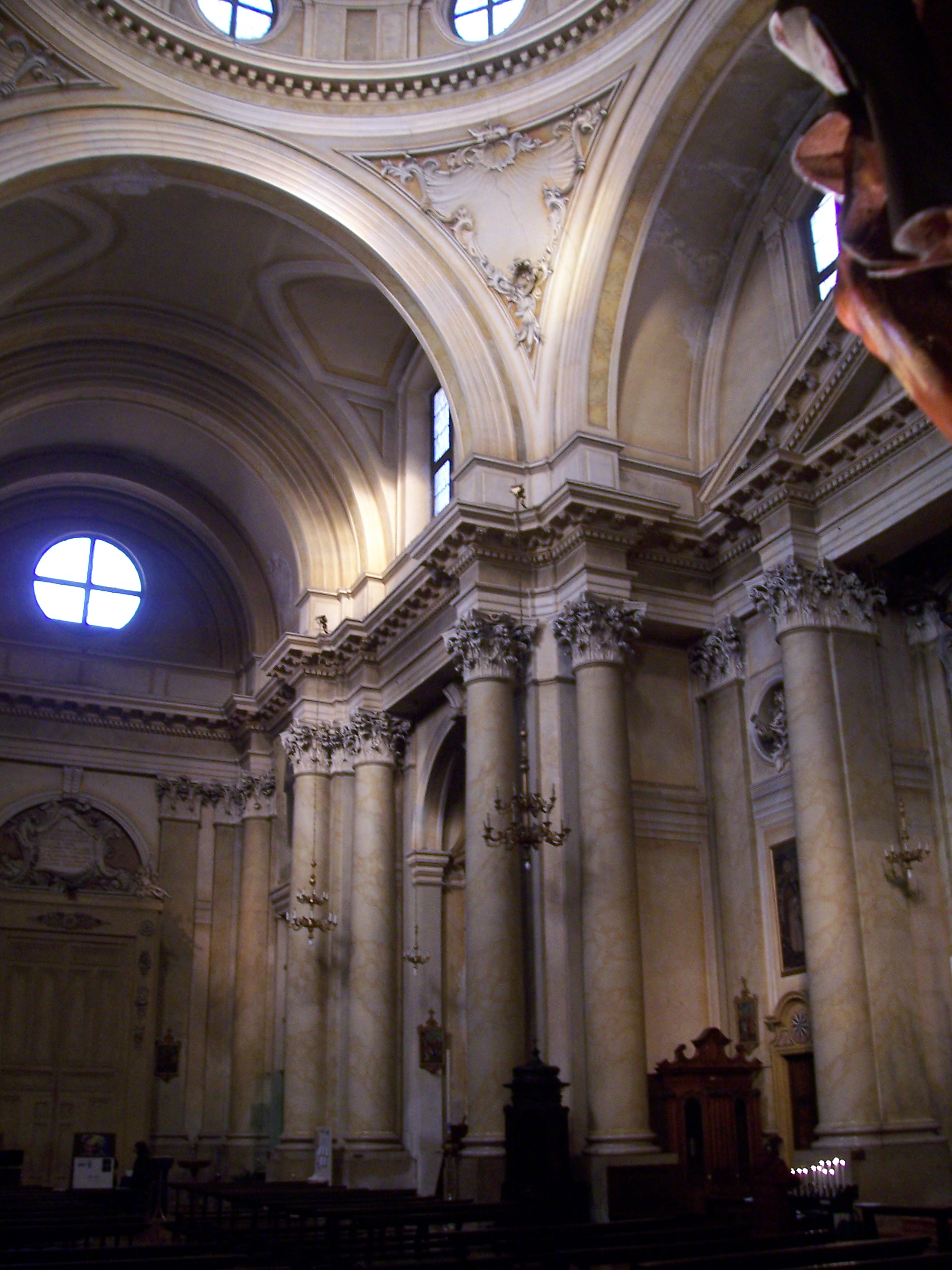
L'interno della chiesa verso la controfacciata

L'interno si presenta come ampio e accogliente, dominato dalla tinta giallo-ocra e da molte sue variazioni che ricopre ogni superficie visibile delle pareti e del soffitto. L'impianto è a navata unica, molto movimentato dal continuo sporgere dei pilastri e rientrare delle cappelle laterali, tre per lato di cui due, quelle centrali, di dimensioni e larghezza considerevoli. I due ingressi laterali non danno direttamente sulla navata, ma in due piccole anticamere direttamente collegate ad essa: quella nord, fra le due, è stata oggi trasformata nella cappella del Battistero.
Il prospetto degli alzati è abbastanza tradizionale, risolto con un ordine corinzio di lesene e colonne libere a tutta altezza che ricopre le pareti in modo unitario. Una trabeazione corre ininterrotta lungo il profilo di imposta della copertura, formata da due cupole in successione, una al centro della navata, più grande, e una sul presbiterio, più piccola e di forma ellittica, intervallate da volte a botte. A nord-est della chiesa si apre la sacrestia, composta da tre vani di diversa funzione (vedi dopo). L'illuminazione interna è assicurata dal finestrone in facciata, dalle aperture sopra gli altari laterali e dalla fascia finestrata alla base della cupola maggiore.

## Le opere
La chiesa conserva, come già detto in partenza, un ricco patrimonio artistico, che non si limita alle sole opere pittoriche ma si estende anche agli altari, due in particolare, quello maggiore e l'altare della Beata Vergine della Provvidenza, capolavori di intarsi e cesellatura del marmo. Le altre cappelle, il presbiterio e la sacrestia ospitano soprattutto opere pittoriche di valore, firmate da molti autori dal Cinquecento al Settecento.

### Ingresso destro

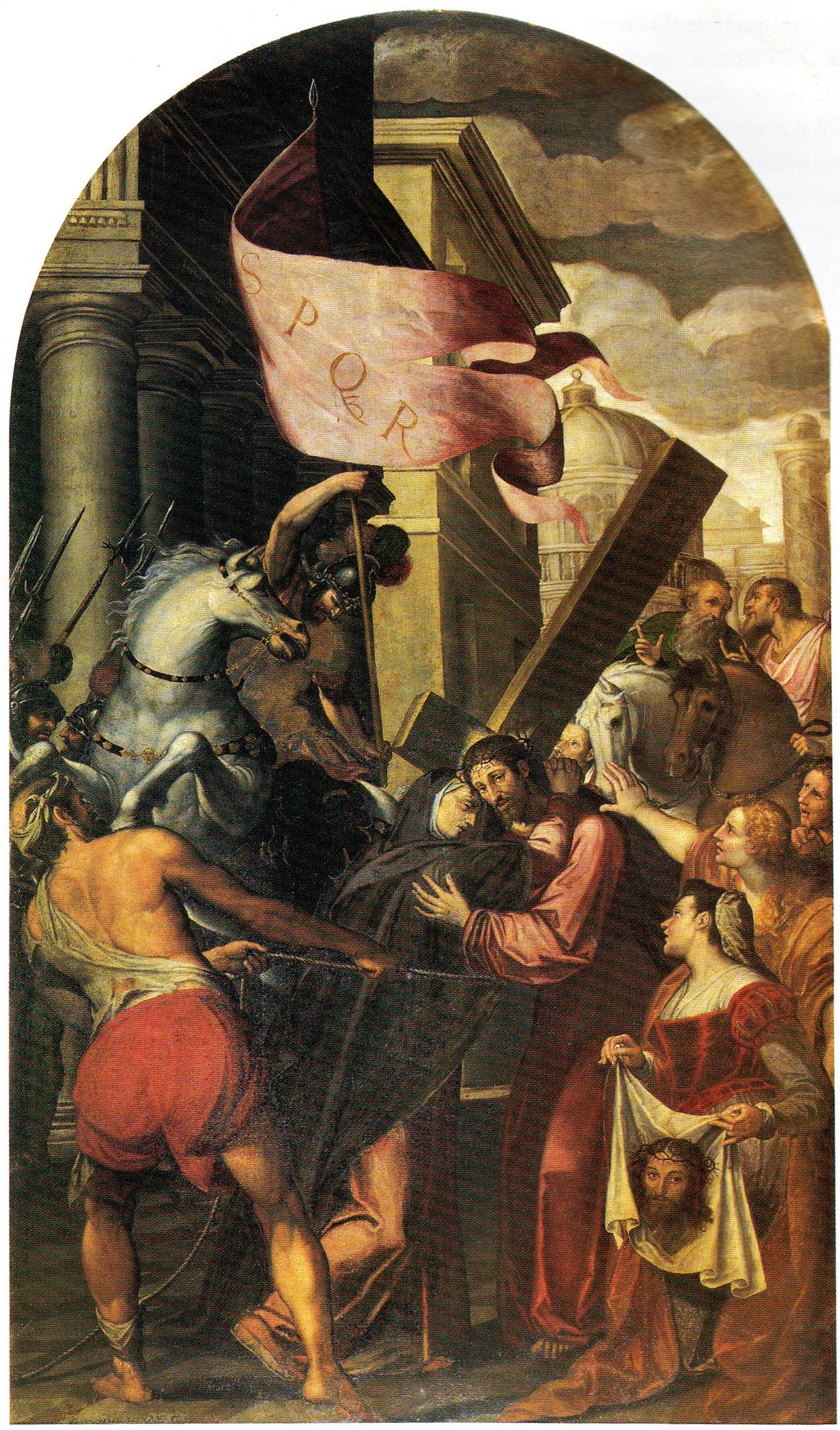
La pala di Grazio Cossali

Nell'andito di accesso della porta laterale destra è conservato parte del mausoleo fatto erigere nel 1538 dal prevosto Alessandro Averoldi per contenere le spoglie del parente Bartolomeo Averoldi, vescovo di Calamona nell'isola di Candia, in precedenza generale degli Umiliati. Il sarcofago, anticamente posto nella terza cappella di destra della vecchia chiesa, raffigura il vescovo, vestito con gli abiti liturgici, addormentato su un fianco, con testa puntellata sul braccio destro e un libro aperto debolmente retto da quello sinistro. La statua poggia su un alto basamento iscritto, dove si ricorda il personaggio qui sepolto e viene espressa la volontà di Alessandro Averoldi di essere sepolto nella medesima chiesa assieme al congiunto.
Nello stesso andito destro si ha anche una pala di Grazio Cossali, l'Incontro di Gesù con la Madre sulla via del Calvario. Era anticamente posta nella cappella della Passione, la seconda a destra nella vecchia chiesa, e a lungo rimase nella cappella del Battistero dove, nel 1836, suscitò particolare devozione, implorandosi con voto cittadino la protezione del Rendentore al Calvario nella circostanza di una terribile epidemia di colera. Nell'occasione fu eretto anche un altare sotto il dipinto, ancora presente. La sua collocazione davanti all'ingresso laterale destro risale alla fine del Novecento. Di Grazio Cossali esisteva qui un'altra opera, realizzata per far da specchio a questa, raffigurante la Crocifissione, vista l'ultima volta nel 1939 e quindi scomparsa.

### Cappella di San Biagio
La prima cappella a destra è dedicata a San Biagio, realizzata fra il 1757 e il 1763 dai lapicidi rezzatesi Lorenzo Palazzi e Giovanni Ogna. Il materiale proviene dalle patrie cave, ma il nobile alabastro levantino che impreziosisce l'opera è fornito dal previsto Dolfin, sempre accorto gestore del cantiere. In un secondo momento vi lavoreranno Giovanni Battista Lepreni, rezzatese, e Geronimo Spadina, bresciano. La pala è di Luigi Sigurtà, autore veneto del periodo, e raffigura San Biagio risana un fanciullo da una lesione alla gola. Il racconto iconografico vede al centro San Biagio, vescovo di Sebaste, nell'atto di liberare un bambino da una pericolosa lisca di pesce che gli si era conficcata in gola.
Una donna, sulla destra, reca inoltre un cero, allusione ad un altro miracolo del santo, che avrebbe ritrovato il maialetto di una povera vedova, sua unica sostanza, andato perduto, generando la tradizione di accendere ogni anni un cero in onore di San Biagio. Dal primo miracolo proviene la tradizionale "benedizione della gola", dal secondo il "cero di San Biagio", simbolo del 3 febbraio, a lui dedicato. Di particolare valore il tabernacolo, in onice e pregiate pietre orientali. Sul lato sinistro della cappella, un'epigrafe ricorda le date essenziali della fabbrica della nuova chiesa: 1751 inizio, 1761 termine, 1763 consacrazione.
Era conservato in questa cappella, in passato, il reliquiario di san Biagio, contenente alcune reliquie ritenute provenienti dal corpo del santo, oggi custodito nel tesoro della chiesa.

### Cappella del Crocifisso

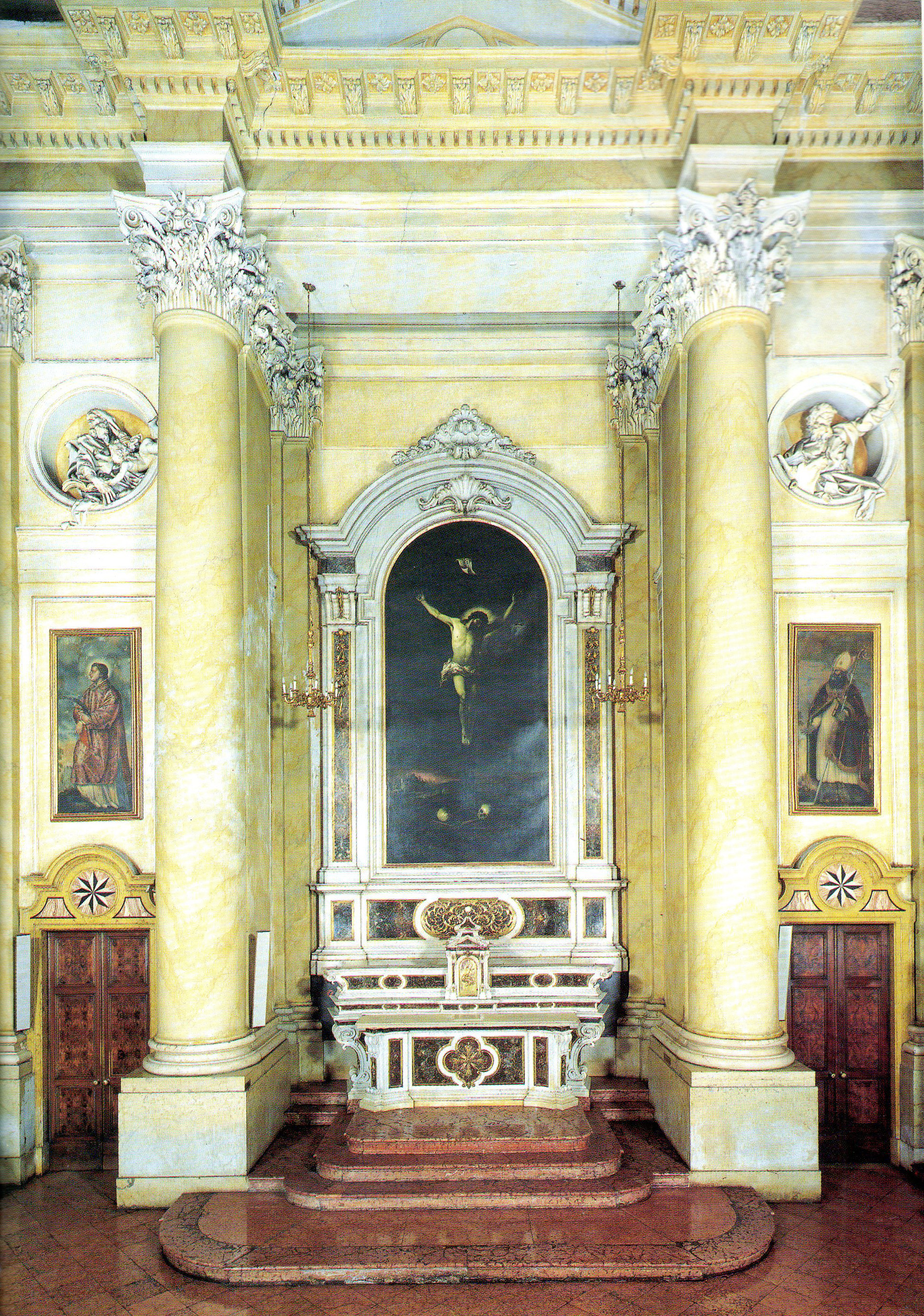
La cappella dei Crocifisso

La seconda cappella a destra è la Cappella del Crocifisso. Ha una storia molto lunga, che non si concluderà assieme al cantiere della chiesa ma proseguirà nel tempo, fino al 1812. Varie furono le difficoltà, derivanti inizialmente dal progetto del Dolfin di demolizione e ricostruzione delle vecchie cappelle, fra cui quella del Santissimo Corpo di Cristo, già citata, che era la cappella di pertinenza della Scuola laurenziana del Santissimo Sacramento. Una prima offerta del Dolfin prevedeva la costruzione di una nuova cappella per la Scuola sull'altro lato dell'edificio, della quale, fra l'altro, si era già pensato al progetto, ma la cosa non ebbe esito. La Scuola si insedierà quindi in questa cappella che, terminata l'epoca dolfiniana, penserà ad arricchire nel corso degli anni. Un progetto, rimasto sulla carta, prevedeva l'innalzamento di due state di marmo di Carrara ai lati dell'altare per il suo completamento.
La pala è opera di Pietro Ricchi e rappresenta la Crocifissione di Gesù, databile al 1646. Un restauro del 1983 ha evidenziato sul retro la scritta confermante la proprietà dell'autore. Intensa la suggestione dell'iconografia, di particolare rilievo nel livore della luce sullo strazio del corpo crocifisso e sul lontano racconto dello sfondo, con un'apocalittica cavalcata di armati e architetture di una città fantasma. Concludono l'arredo pittorico della cappella due palette laterali, sopra i due ingressi, attribuite a Antonio Gandino, raffiguranti San Vincenzo di Saragozza e il vescovo Ottaziano. Al di sopra di queste si hanno due medaglioni in stucco attribuiti a Stefano Salterio da Laglio, con gli evangelisti Matteo e Luca.

### Cappella della Beata Vergine della Misericordia

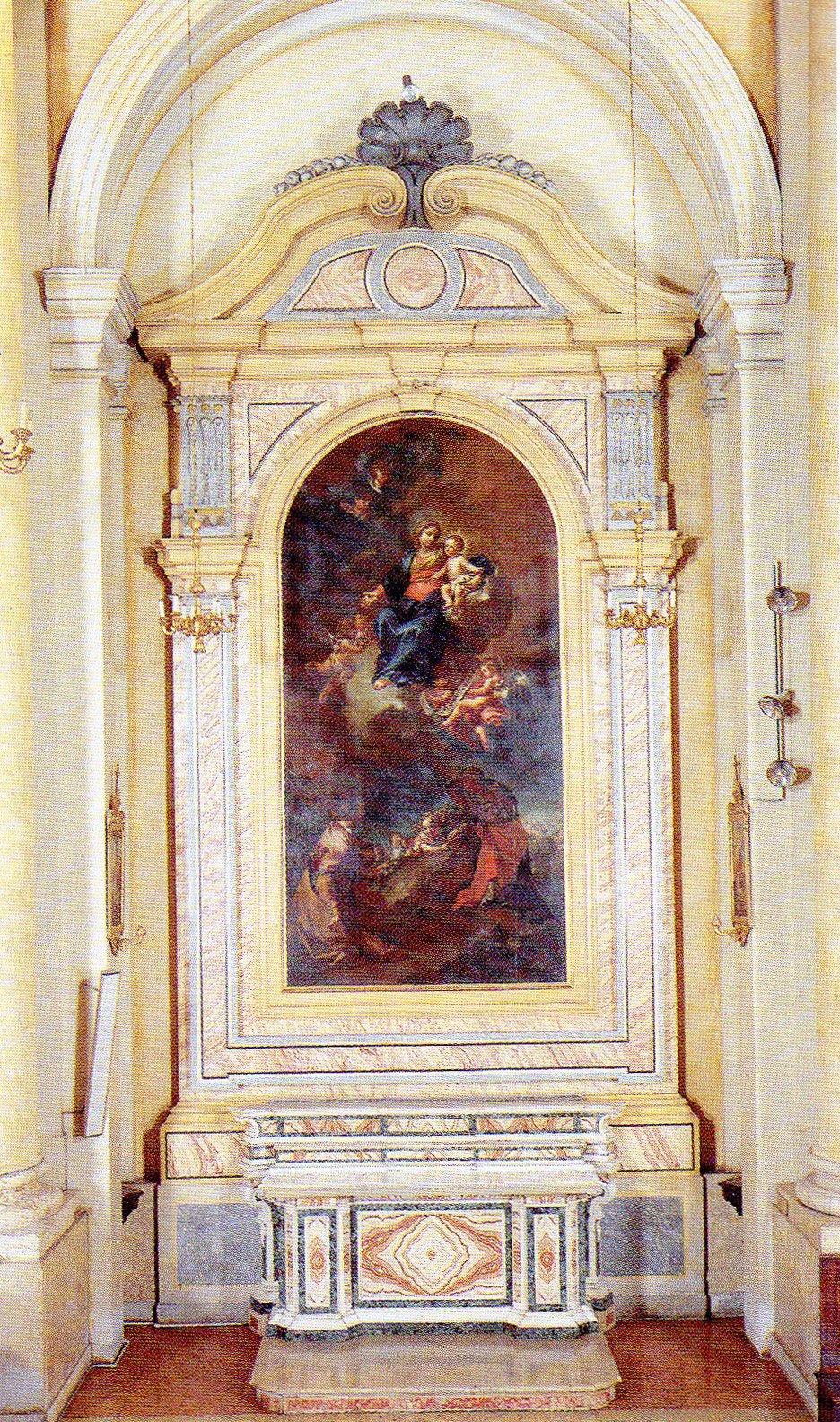
La cappella della Beata Vergine della Misericordia

La terza cappella a destra è dedicata alla Beata Vergine della Misericordia, edificata fra il 1754 e il 1756 in sostituzione alla precedente cappella con il medesimo titolo, di antico patronato della famiglia Averoldi. La cappella era stata fondata nel 1538 dal prevosto Alessandro Averoldi, come ricordava un'epigrafe apposta al suo interno, rimossa durante i lavori settecenteschi e ora in sacrestia. Il Dolfin incontrò parecchie difficoltà nella demolizione della cappella a causa della forte resistenza opposta dagli Averoldi, implicante anche adiacenti proprietà fondiarie. Memoria della famiglia è riscontrabile nello stemma posto sull'arcone d'ingresso alla cappella, nell'epigrafe collocata sulla paretina di destra e nelle numerose lastre tombali sul pavimento davanti all'altare. Un'altra epigrafe, sulla sinistra, è stata apposta nel 1940 a ricordo della beatificazione di Maria Crocifissa Di Rosa.
Dà lustro alla cappella la pala di Santo Cattaneo, autore bresciano di pregio della seconda metà del Settecento, raffigurante la Madonna della Misericordia. È probabile che la tela sia stata apposta dopo il 1793, visto che nel marzo di tale anno un documento d'archivio attesta ancora la presenza di un picciol quadretto di proprietà Averoldi, trasportato nel castello di famiglia di Drugolo, a Lonato del Garda nel maggio dell'anno successivo, forse opera di Callisto Piazza. La pala del Cattaneo ha tenerezza di racconto e dolcezza di cromie, dominata dai colori blu e rosso scuro che spesso si converte in rosa o marrone rosato. Nel cartiglio retto dagli angioletti si legge l'appellativo della Vergine, "Mater Misericordiae".

### Presbiterio

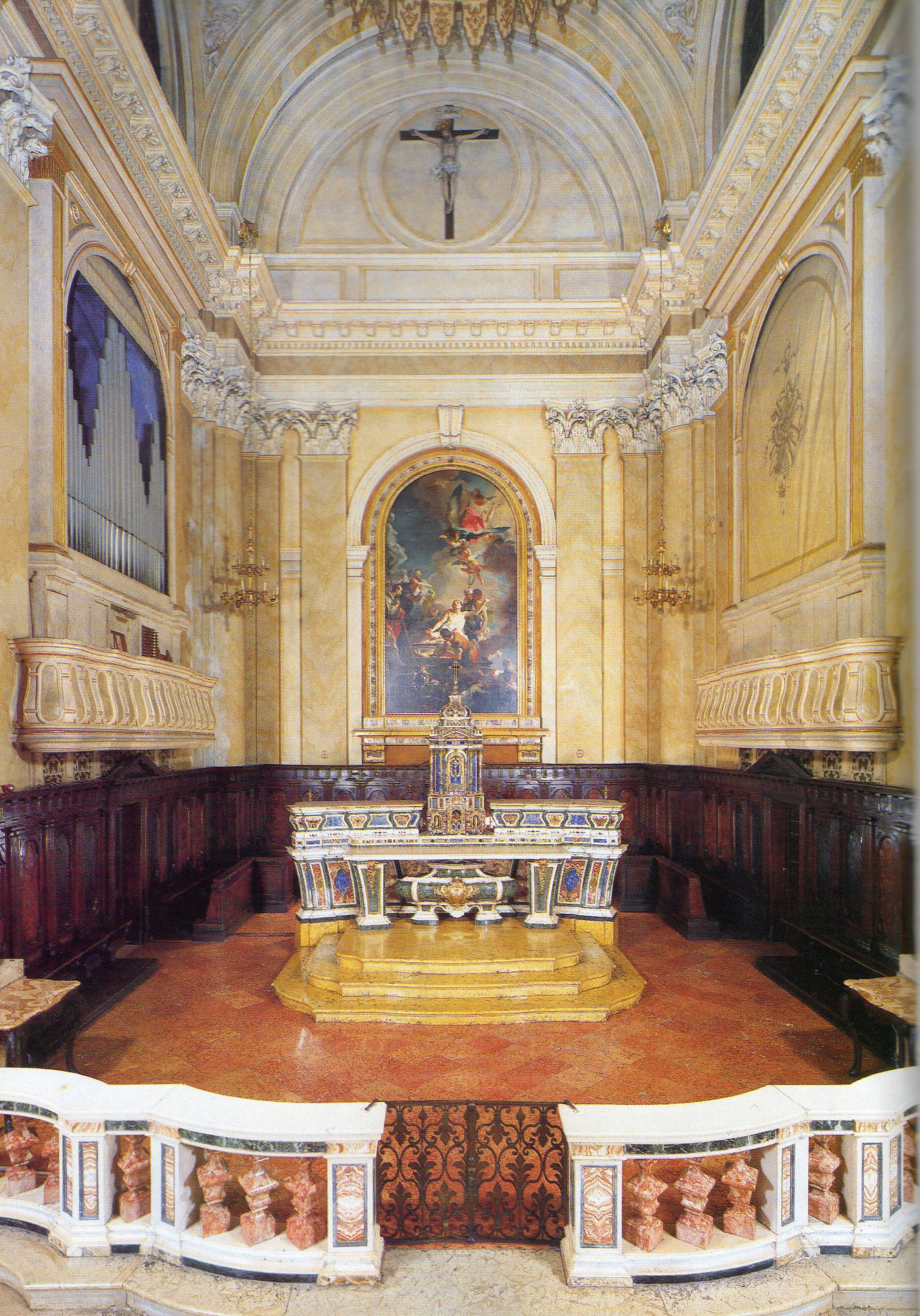
Il presbiterio

Il presbiterio, molto ampio, vede la sua realizzazione, nella struttura e negli arredi, fra il 1571 e il 1561, ben dieci anni, la maggior parte impiegati per realizzare l'altare maggiore, elemento di distinzione dell'ambiente. Sul fondo è posta la pala maggiore, opera di Giambettino Cignaroli commissionata dal Dolfin il 6 settembre 1755 e pagata il 30 dicembre 1757. La soasa marmorea è commissionata, come altre opere nella chiesa, ai rezzatesi Lorenzo Palazzi e Giovanni Ogna. Il racconto pittorico, di notevole pregio artistico, presenta il momento del supplizio di San Lorenzo, a cui è dedicato il luogo di culto, posto su una graticola ardente.
Le espressioni dei vari personaggi attestano varietà di sentimento verso la scena: rassegnazione sublime al martirio dello stesso San Lorenzo, rabbia caparbia e impotente in volto ai persecutori, dolore e sgomento nel gruppo che assiste in basso a destra. Nudi oscure sullo sfondo paiono avere la meglio sulla lontana serenità dell'azzurro, che compare solo in brevi respiri concessi alla vista. La gloria incombente dal cielo, in voli di angeli, illumina il bianco corpo del martire, punto cromatico focale dell'intera rappresentazione. In primo piano, sulla sinistra, l'indifferenza gentile di elegante vasellame e fiori. La pala del Cattaneo sostituisce la precedente, da sempre ritenuta opera di Lattanzio Gambara, ma in verità attribuibile al Romanino, opera che fu trasferita nella collegiata dei Santi Nazaro e Celso alla fine del Settecento. Oggi l'opera si trova ormai in Inghilterra, in collezione privata.
Le pareti del coro della vecchia chiesa, come attestano le antiche guide d'arte della città, erano decorate da un prezioso ciclo di affreschi di Lattanzio Gambara, ormai scomparso. Il tema principale era il Papa Sisto I nell'atto di ricevere offerte per la chiesa, attorniato da una pomposa corte. Tra i "bastonieri" del corteo papale, un gentiluomo guardava fisso nell'occhio dell'osservatore e, visto che secondo la tradizione quella figura era un autoritratto del Gambara, il volto fu staccato e conservato, ancora oggi esposto nella Pinacoteca Tosio Martinengo. L'affresco era completato superiormente dalla figura di Cristo fra gli angeli, da Profeti nei riquadri superiori e due vasti racconti biblici in basso, con le vicende di Giona vomitato dalla balena e di Abele ucciso dal fratello.

#### L'altare maggiore e il tabernacolo

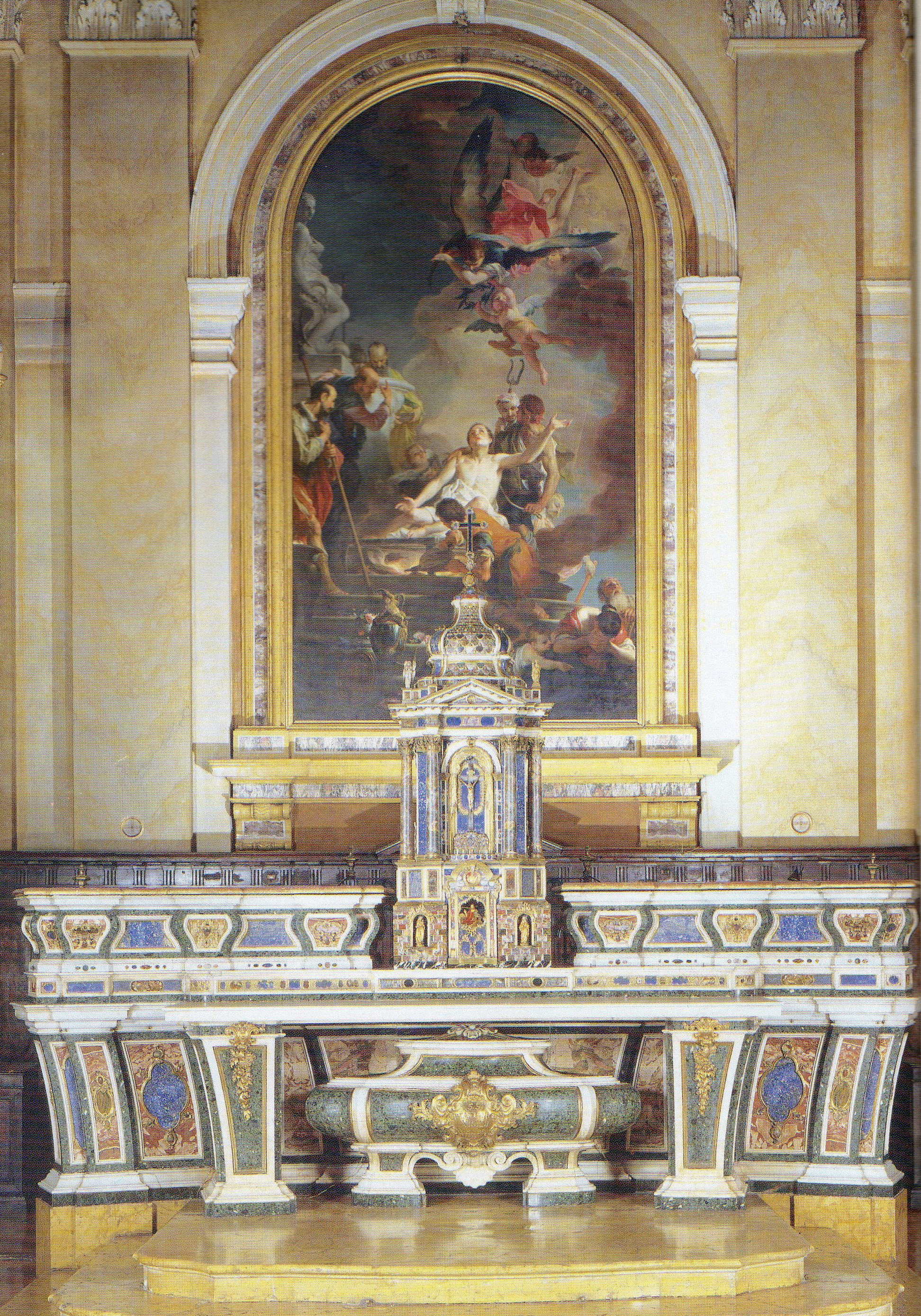
L'altare maggiore con la pala di Giambettino Cignaroli

L'altare maggiore di San Lorenzo rappresenta forse l'opera importante e pregevole voluta e realizzata dal prevosto Giovanni Pietro Dolfin. Il contratto per l'edificazione con il marmista rezzatese Paolo Bombastoni risale al 7 settembre 1752, dove viene pattuito che l'altare venga installato per il giorno di San Lorenzo, il 10 agosto del 1754. Il disegno dell'opera viene realizzato dall'architetto della fabbrica Domenico Corbellini, congiuntamente alle idee del prevosto.
Dopo circa otto mesi, il 16 maggio 1753, Paolo Bombastone rinuncia al progetto a causa di una longhissima febbre e la commissione viene assunta da Lorenzo Palazzi con la redazione di un nuovo contratto, dove già appaiono molto più delineate le idee per il risultato finale. Il 17 novembre del 1754, finalmente, sull'altare ormai posto in opera viene celebrata la prima messa dal vicario della Diocesi di Brescia, monsignor Soncini. Il 14 ottobre 1755, dopo quasi un anno dal compimento dell'altare, viene commissionato al lapicida-gioielliere milanese Giovanni Mariani, in collaborazione con il bronzista bresciano Carlo Ferrazzoli, il tabernacolo, che sarà realizzato in quasi tre anni di finissimo lavoro e collocato sull'altare dopo il 1578.
L'altare maggiore si presenta con una mensa poggiata su una gradinata di marmo giallo mistilinea dilatata e incurvata verso l'assemblea. Al di sotto della mensa è posta l'ara in marmo verde e metallo dorato contenente le spoglie dei santi vescovi Ottaziano e Vigilio. L'architettura, distesa e riposante, è un poco strombata verso l'esterno e continuamente arricchita da specchiature in lapislazzuli e diaspro, messe in risalto dai bianchi profili in marmo di Botticino e contornate da elaborate cornici in bronzo dorato. Il gradino appoggiato sulla larga mensa, dove le specchiature si succedono a ritmo più serrato, è tagliato al centro dallo spazio contenente il tabernacolo, che si eleva leggero e slanciato sulla struttura.
Vero capolavoro dell'apparato dell'altare maggiore, si presenta ripartito in cinque orizzontamenti:
- Lo zoccolo di base, ospitante il portalino del ciborio, decorato da una finta muratura in conci regolari di pietre variopinte levigate, dove sono incastonate due nicchiette con statuette in bronzo dorato;
- Un stilobate in stile corinzio da cui sorgono le colonne, dove viene ripreso il motivo delle specchiature colorate dentro profilo bianco dell'altare;
- Il corpo del tabernacolo, costituito da quattro colonne corinzie in diaspro e due lesene in lapislazzuli, con architrave nuovamente di diaspro e oro, così come di bronzo dorato sono i capitelli e le basi delle colonne. Al centro si apre un grande portale anch'esso in bronzo dorato e pietre pregiate recante un crocefisso in rilievo;
- Timpano e tamburo della cupoletta in marmi e pietre varie, accompagnate da statue e una balaustra analoga a quella della facciata della chiesa;
- Cupola a cipolla finemente cesellata da squamette in pietre e marmi multicolori, degna conclusione di un capolavoro di intarsio e gioielleria, coronata in sommità da una croce a sua volta in bronzo dorato e lapislazzuli.

#### L'organo

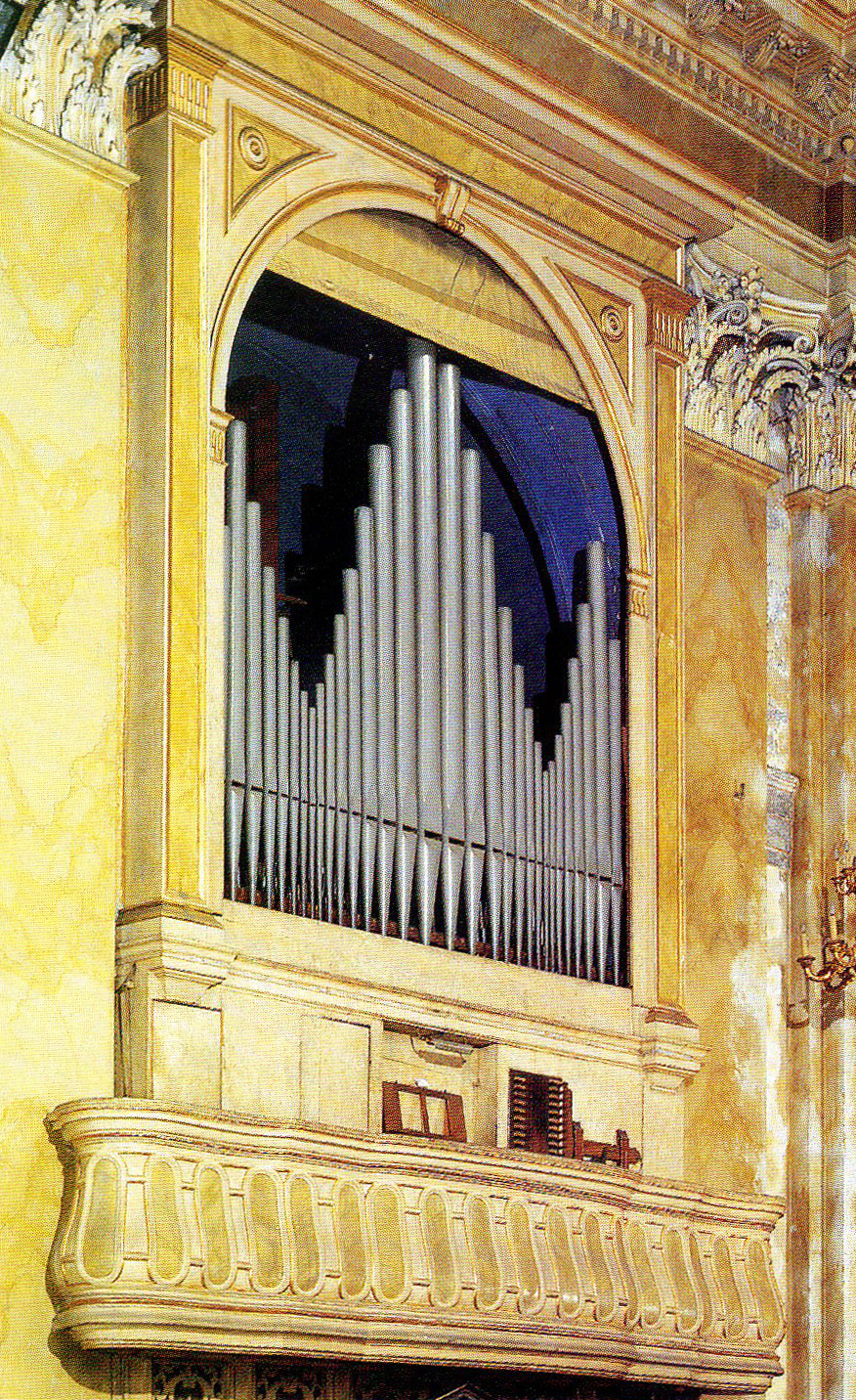
L'organo Marchesini del 1864

L'organo, vincolato dalla Soprintendenza ai Monumenti della Lombardia il 23 febbraio 1963, è un Marchesini del 1862-64. È noto che nella vecchia chiesa fosse già presente un organo, ma nei documenti non è indicato il costruttore. Durante i restauri dolfiniani, anche lo strumento fu rinnovato, così come le cantorie, affidate al decoratore Giuseppe Soatti. Il nuovo organo era un Bolognini e incorporava le canne e i mantici di quello precedente, "che serve ora da ripieno". A distanza di un secolo, però, lo strumento necessitava ancora di un rinnovo e la fabbriceria laurenziana richiese alcuni preventivi ai maggiori organari del tempo: Vittorio Serassi presentò un preventivo di 6.300 lire, Francesco Marchesini di 4.237 lire e Giovanni Tonoli di 4.924 lire. Fu scelta la seconda alternativa, la più economica. L'organo, in conclusione, fu pagato 4.200 lire e fu collaudato il 30 giugno 1864 dai maestri Giacomo Carlutti di Padova e Baldassarre Vachelli di Brescia.
Il Carlutti, fra l'altro, lo giudicò molto bene: "sebbene la Chiesa di San Lorenzo non sia molto armonica, pure molteplici e svariati partiti che si ricavano dal detto grandioso strumento fanno sentire degli effetti considerevoli in ogni genere di istrumentazione. Ciò dipende perché l'Organo è molto bene proporzionato alla Chiesa. L'aria è equilibrata in modo da ottenere contemporaneamente a suoni legati, suoni staccati, a melodie principali, un contrasto di melodie secondarie e tutto risulta con chiarezza tale che ognuno, quando non sia affatto straniero all'arte musicale, deve gustare le svariate armonie che da questi diversi partiti si ponno ricavare.[...]L'insieme del detto Organo è robusto e brillante, perché oltre la forza proporzionata già al luogo vi è un riempimento grande di ottimo effetto specialmente se si vorrà esprimere qualche funesto presentimento o qualche tremendo fenomeno della natura etc.[...]Sappiano tenere quest'Organo in diligente manutenzione, che riuscirà sempre di grande effetto agli intelligenti che si godranno sentir di frequente questo magnifico Istrumento". L'organo ha subito vari restauri, di cui l'ultimo è quello di Barthélemy Formentelli, nel 1975.

#### Il coro

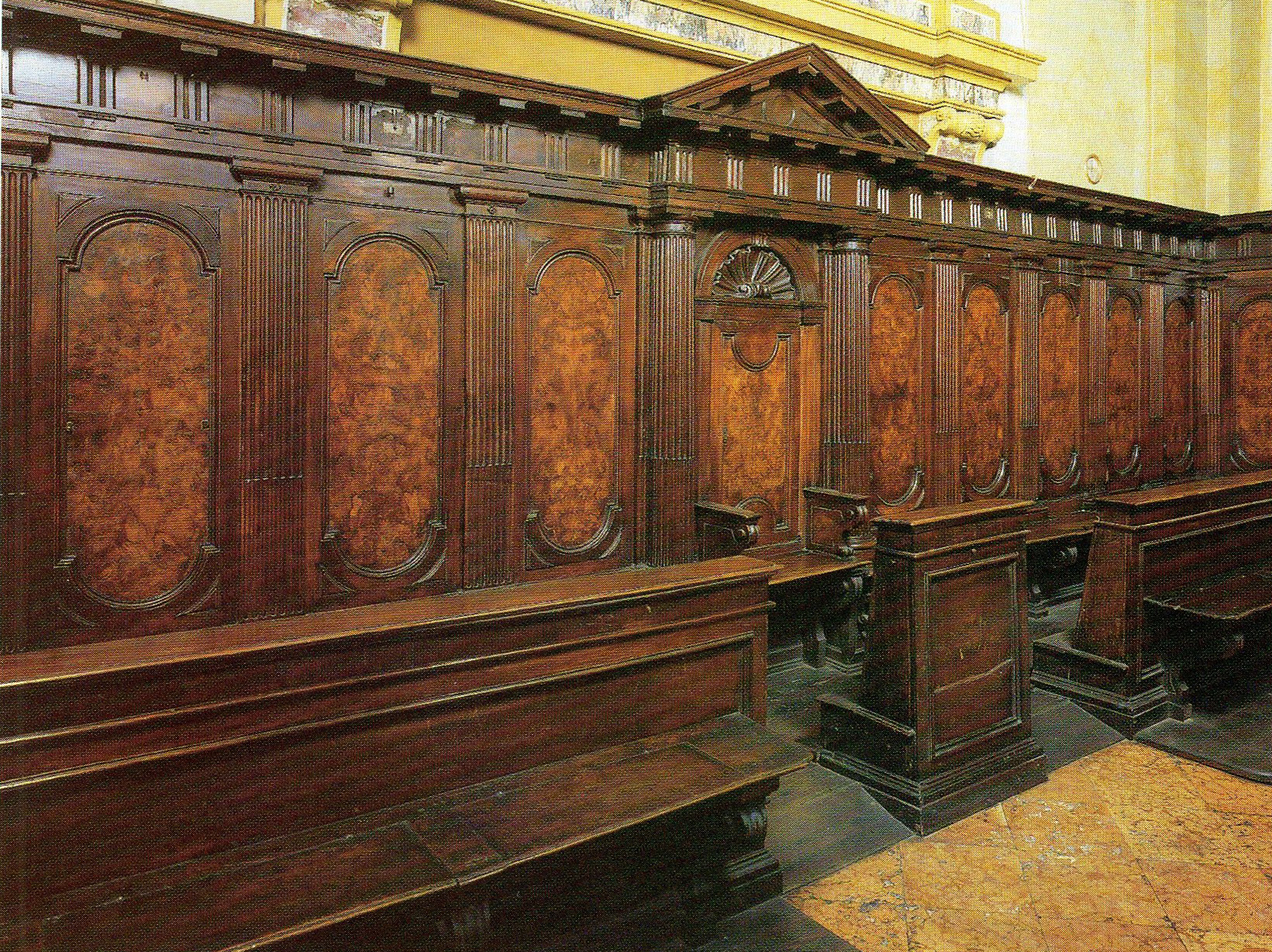
Il coro ligneo

L'elegante struttura degli stalli del coro risale anch'essa ai restauri del prevosto Dolfin, che la commissionò il 24 agosto 1755 all'ebanista Giorgio Violante. L'opera, in legno di noce, si compone di una lunga panca unitaria su cui si eleva, anch'esso unitario, lo schienale del coro: i vari settori sono ricavati mediante l'utilizzo di piatte lesene scanalate e rudentate, che sostengono una finta trabeazione molto semplice, decorata a triglifi.
Gli specchi degli scrani sono a cosiddetta "macchia di noce" e il trono centrale presenta un timpano triangolare sostenuto da semicolonne dello stesso tipo delle lesene, mentre lo specchio è decorato da un arco con un motivo a conchiglia nella lunetta. L'opera fu installata, come segnala il Dolfin nel suo resoconto della fabbrica, nel 1756.

### Cappella dell'Angelo Custode
La quarta cappella a sinistra della navata, contando anche il Battistero, è dedicata all'Angelo Custode, la cui realizzazione impiegò gli anni dal 1754 al 1761. Intervento di rilievo è rappresentato dall'opera dell'altarista Agostino Maggi, che realizza l'interno della cappella su commissione del prevosto Dolfin. Vi lavoreranno anche i rezzatesi Lorenzo Palazzi e Giovanni Ogna, impegnati in più opere del cantiere laurenziano. La cappella ha variato più volte la sua dedica nel corso dei secoli, passando dalla Passione, dall'Addolorata e dalle Reliquie, fino alla nomina attuale.
L'ambiente è impreziosito da una tela di Santo Cattaneo, "una delle opere più belle dell'autore" diceva il Brognoli nella sua guida artistica del 1826 e il parere fu condiviso dalla guida del Morassi del 1939. La tela suscitò subito grande devozione, attestata nell'istituzione di una "Scuola degli Angeli Custodi", attiva fin oltre il 1917, con frequentatissima festa annuale fissata il 2 ottobre.
La pala raffigura un angelo, dominatore della scena, che prende per mano un bambino e gli indica la via. Pregevole il panneggio delle vesti dell'angelo, con bordi taglienti ma puntualmente ricche, mai troppo ridondanti in piegature e rigature. Anche il loro colore pare scorrere continuamente, privo di particolari concentrazioni. Efficaci anche la presenza di un lontano paesaggio con solenni architetture cittadine e di una placida insenatura con cascata e minuscole figure umane.

### Cappella della Beata Vergine della Provvidenza

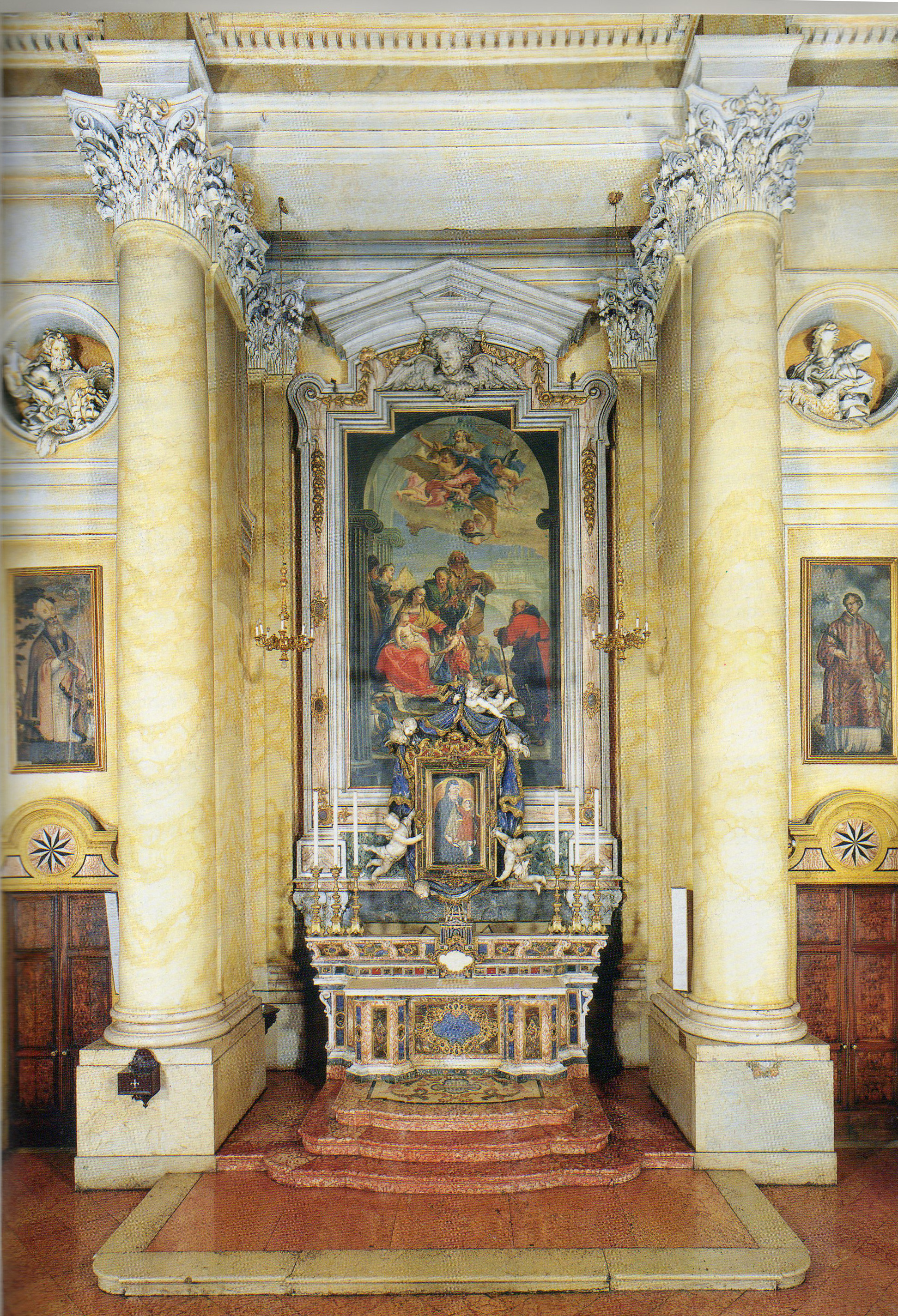
La cappella della Beata Vergine della Provvidenza

#### Storia
La terza cappella a sinistra, contando anche il Battistero, è dedicata alla Beata Vergine della Provvidenza e ha una strana e curiosa storia alle spalle, per la quale si trascrive direttamente l'interessante racconto del prevosto Dolfin nel suo resoconto della fabbrica all'anno 1755. "Sarà quest'anno fra tutti il più memorabile dell'Istoria di questa Fabbrica imperocché nel corso di esso si è ritrovata la Miracolosa Immagine di Maria Vergine avendo ciò disposto la Divina Provvidenza e per soccorrere con questo mezzo questo sacro Edificio e per rendere sempre più venerata e gloriosa la gran Madre di Dio. Seguì questo felice ritrovamento li 20 luglio dell'anno corrente in giorno di Domenica. Evvi un uomo di professione Zerlotto (brentatore, cioè trasportatore di vino) fornito di molta forza, quale le Feste a titolo di Carità con alcuni pochi altri viene a lavorare nella Fabrica. Questo prendevasi piacere di gettare a terra pezzi grandi di muro vecchio, tenendo così a bada molti altri che osservavano con ammirazione la di lui fortezza non meno che il rischio a cui frequente mettevasi. Avendo dunque cotesto Uomo gettato a terra parte de altri Pilastri, venne per demolire quello che copriva la Santa Immagine dipinta sul muro vecchio, a cui era attaccato detto Pilone. Per arrecare costui più stupore a chi lo osservava si mise in rissoluzione di gettare a terra detto Pilastro tutto in una volta giacché esso era ancora tutto in piedi salvo che l'Arcata.
Cominciò adunque a battere col picco a basso là a punto dove di dietro stava la sacra pittura, e tanto continuò a battere, e a indebolire il piede di detto Pilastro sino acché esso cadè tutto in un colpo, ciò che non fu da esso fatto così perfettamente in verun altro Pilastro. È da attribuirsi a una gratia speciale di Maria Vergine che non rimanesse col picco e liviera rovinata la Santa Immagine sopra di cui battevasi, e che le rovine cadute cadutele tutte all'intorno non gli apportassero alcun nocumento; e che non rimanesse sotto le stesse rovine l'uomo troppo arrischiato e che queste rovine non facessero alcun danno notabile ai ponti della Fabrica che lì erano vicini e che appena furono scansati dal Pilone nel suo cadere. Fu questa demolizione verso la sera e con tanta polvere che per allora appena si scoprì pittura alcuna. Fu la Santa Immagine scoperta in parte il Lunedì seguente in occasione di levarle il materiale che s'era addossato, e poi meglio si scoprì il Martedì quando, tolte le pietre che v'erano da presso, da una Divota donna fu lavata diligentemente la detta Santa Immagine, e comparve intatta come ora si vede e con colore vivace come fosse dipinta recentemente".

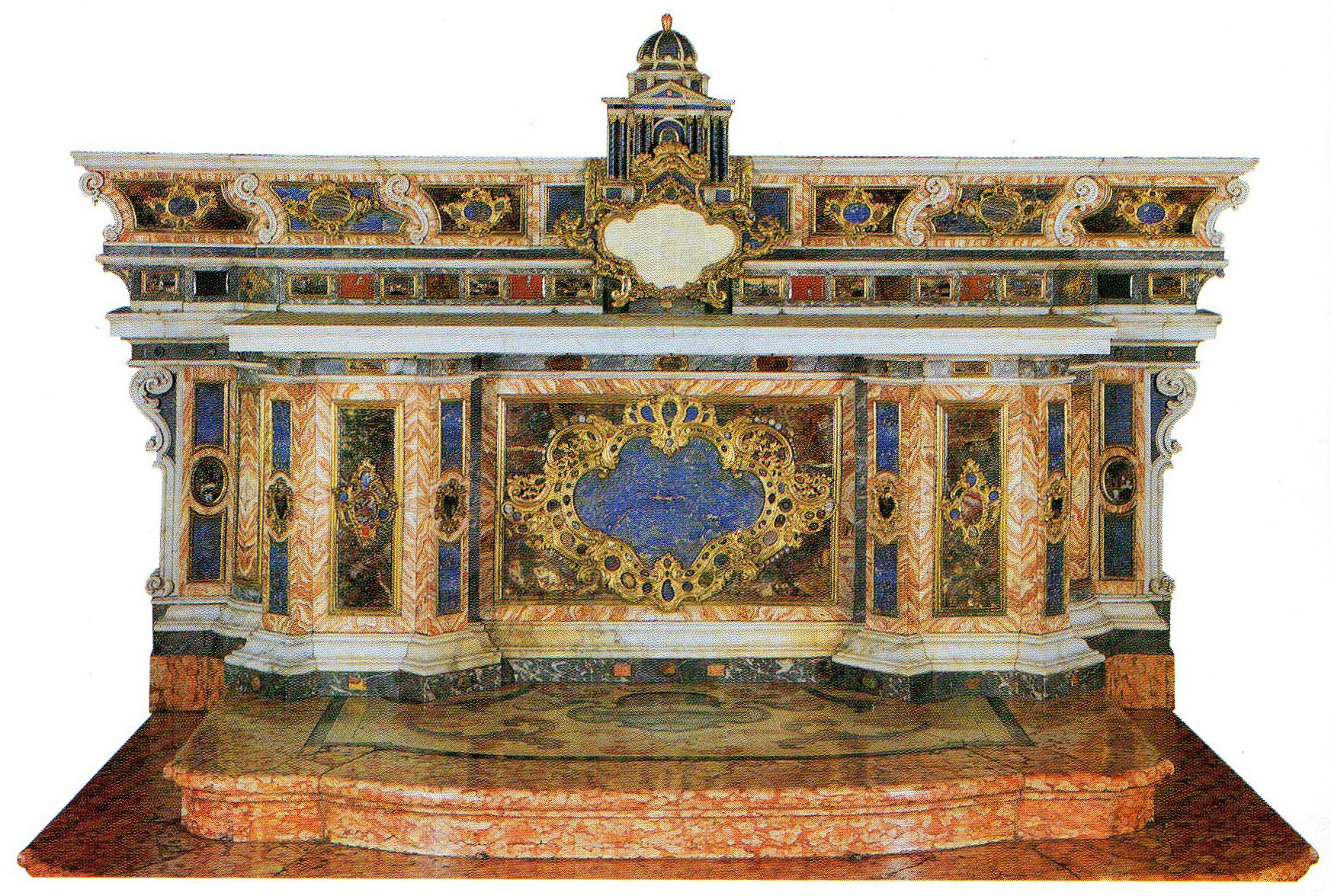
La mensa dell'altare

L'affresco rimarrà nel luogo del ritrovamento per alcuni giorni e su di esso vi sarà apposta una tettoia provvisoria per riparare i fedeli, lì richiamati in crescente fervore di preghiere, presto anche corrisposte da guarigioni miracolose. Nel maggio 1757, su compenso di 340 scudi, lo scultore Antonio Calegari assume la commissione del Dolfin di realizzare una fastosa cornice per custodire degnamente l'immagine, ormai entrata nelle grazie del prevosto. Risale invece a circa un anno e mezzo dopo, ottobre 1758 la commissione a Giuseppe Biasi della soasa che conterrà la tela da porre dietro l'altare con l'immagine sacra, mentre il giorno successivo viene stipulato un contratto con Agostino Maggi per la realizzazione della mensa e dei gradini dell'altare.
Sei mesi dopo viene commissionata al decoratore Domenico Benasaglio il grande medaglione cesellato da porre sull'alzato della mensa. Il 15 agosto 1759, finalmente, viene effettuata la grande cerimonia di affissione dell'immagine nella sua teca e consacrazione dell'altare. L'affresco, che si trovava all'esterno della chiesa, fu alleggerito della maggior parte dei mattoni che ne costituivano il fondo, quindi fu issato su un carro riccamente bardato e accompagnato da torce. Attraverso un sistema di carrucole e funi nascoste nelle rotaie appositamente montate sul percorso, e da alcuni uomini nascosti dietro l'altare della cappella, anch'esso tamponato da grandi tende, che tiravano le corde, il carretto fu lentamente portato all'interno della chiesa fra i solenni canti dei sacerdoti attorniati attorno all'immagine e fra lo stupore generale del popolo accorso alla cerimonia, che vedeva il carretto muoversi da solo.
Giunto infine all'altare, fu portato dietro le tende dagli uomini lì nascosti e velocemente montato nella teca marmorea. Le tende furono quindi liberate e al popolo entusiasta apparì l'immagine della Madonna al centro di un capolavoro di marmi, pietre, ori e intarsi, arricchito da innumerevoli candele che erano state accese su tutti i vari ripiani. La festa durò tutta la giornata e anche il giorno successivo, impiegando anche una macchina per i fuochi artificiali.

#### L'altare e la pala

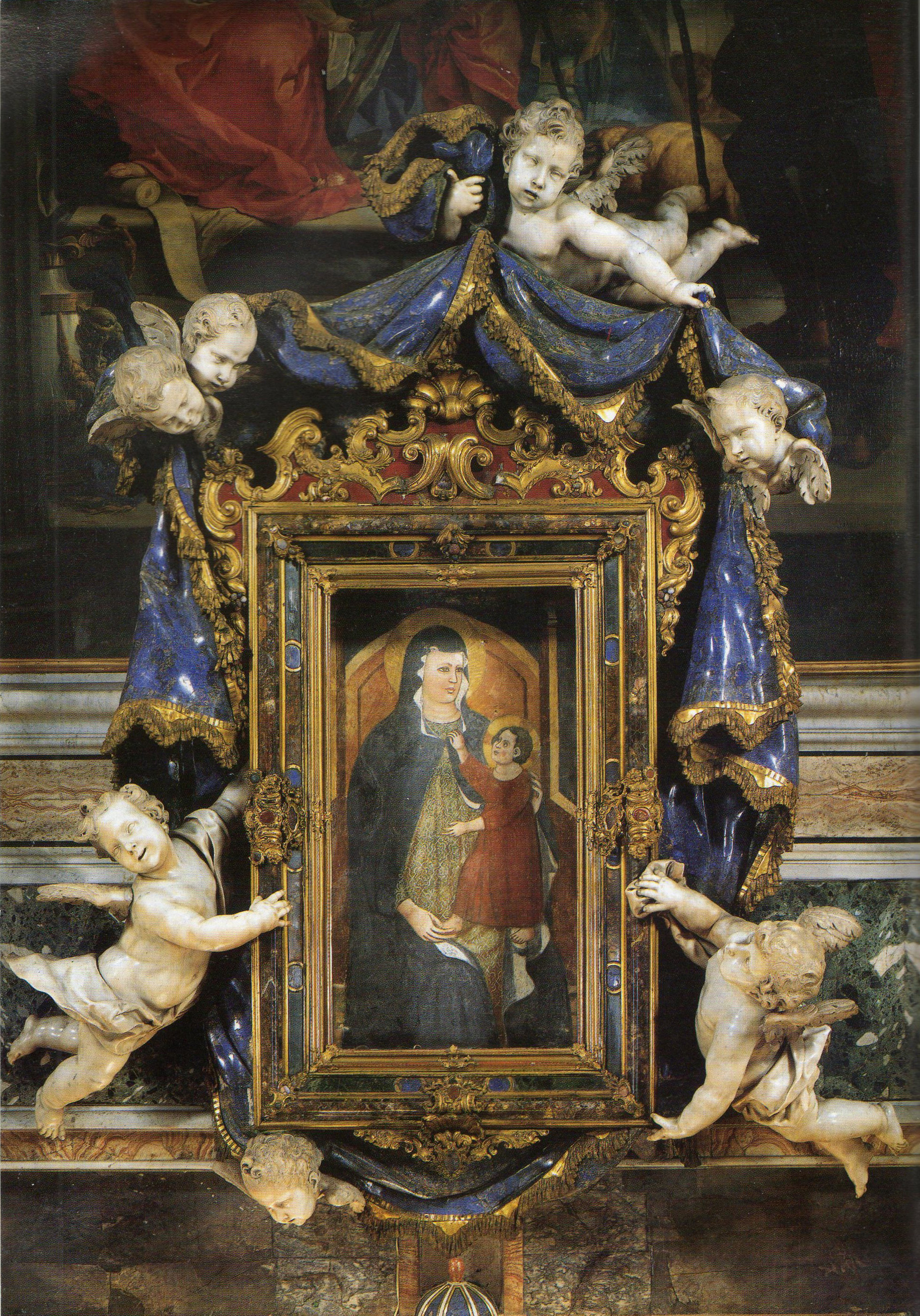
L'affresco della Madonna della Provvidenza nella cornice di lapislazzuli di Antonio Calegari

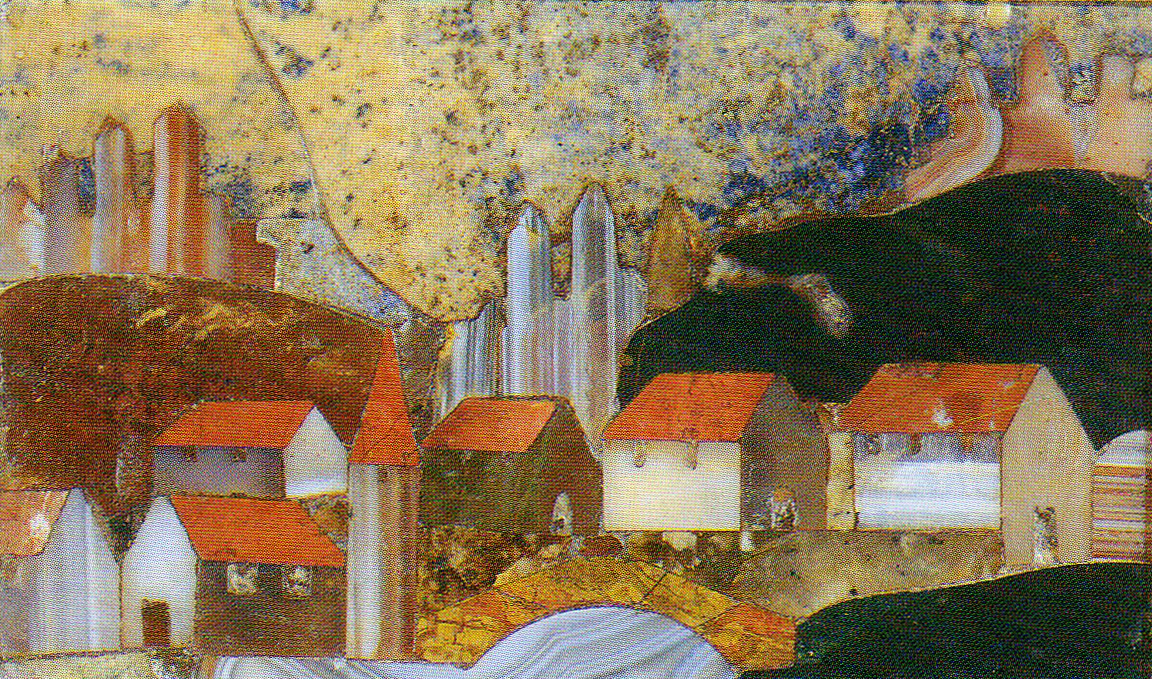
Una delle "vedutine"

L'altare si presenta come una fastosa concentrazione di marmi variopinti di pregio. Nel complesso, vi lavorarono i lapicidi Giuseppe Biasi, Agostino Maggi, Pietro Aiardi, Giovanni Battista Lepreni e Geronimo Spadina, con decorazione affidata a Antonio Calegari e ai lapicidi-gioiellieri Domenico Benasaglio e Giovanni Mariani, in collaborazione con il bronzista Carlo Ferrazoli, mentre la pala fu affidata a Francesco Lorenzi, per un totale di ben dieci persone.
L'apparato decorativo generale si presenta simile a quello dell'altare maggiore, dunque con specchiature di marmi colorati incorniciate da un profilo unitario, ma qui è tutto molto più ricco: il profilo è di marmo venato bianco e rosa ed è spesso accompagnato da volute bianche, le specchiature non sono singole ma doppie, presentando ognuna al centro una elaborata cornice di bronzo dorato lavorato a sbalzo con quattro o cinque fori, dei quali uno centrale più grande, riempiti da ulteriori intarsi o pietre colorate levigate. Il medaglione centrale della mensa, in basso, è poi un tripudio di gemme e marmi, con una estesa cornice dorata che lega assieme una grande lastra di lapislazzuli e decine di pietre variopinte.
Assoluto capolavoro dell'altare sono quattordici "vedutine", piccole formelle rettangolari (solo due sono ovali) raffiguranti, attraverso un finissimo lavoro di selezione di marmi e intarsi, vari paesaggi, urbani, rustici e religiosi. Anche il tabernacolo è una pregevolissima opera di cesellatura del marmo, dominato dalle tinte blu e bianco del lapislazzuli e del marmo di Botticino, il tutto incorniciato da fasce di bronzo dorato, così come di bronzo sono i capitelli delle colonnine poste in facciata, il tutto a ricostruire un'architettura chiesastica con portale centrale, timpano e cupola in sommità.
L'affresco della Madonna in trono con Bambino recuperato durante i lavori e opera probabilmente del Trecento, è posto in una teca altrettanto sontuosa, di marmo tenero ricoperto di lapislazzuli per ricreare l'effetto di un drappo blu retto da putti di marmo bianco. Le frange del drappo sono in bronzo dorato e la cornice dell'affresco è a sua volta intarsiata con vari tipi di marmi. La composizione pare librarsi nell'aria, così come i tre putti che la sorreggono, e il tutto è opera di Antonio Calegari.
La pala, opera di Francesco Lorenzi, raffigura la Madonna col Bambino intronizzata e Santi. La scena presenta la Vergine Maria con il Bambino in grembo attorniata da figure di Santi che la lodano, mentre in alto il Padreterno veglia sul gruppo in un trionfo di angeli. Lateralmente alla cappella, sopra gli ingressi, si trovano due palette attribuite a Antonio Gandino raffiguranti San Vigilio e San Lorenzo, sormontate da due stucchi di Stefano Salterio con gli evangelisti Marco e Giovanni, il tutto specchiato rispetto all'opposta cappella del Crocifisso con le medesime pale e gli analoghi tondi in stucco.

### Cappella di San Carlo

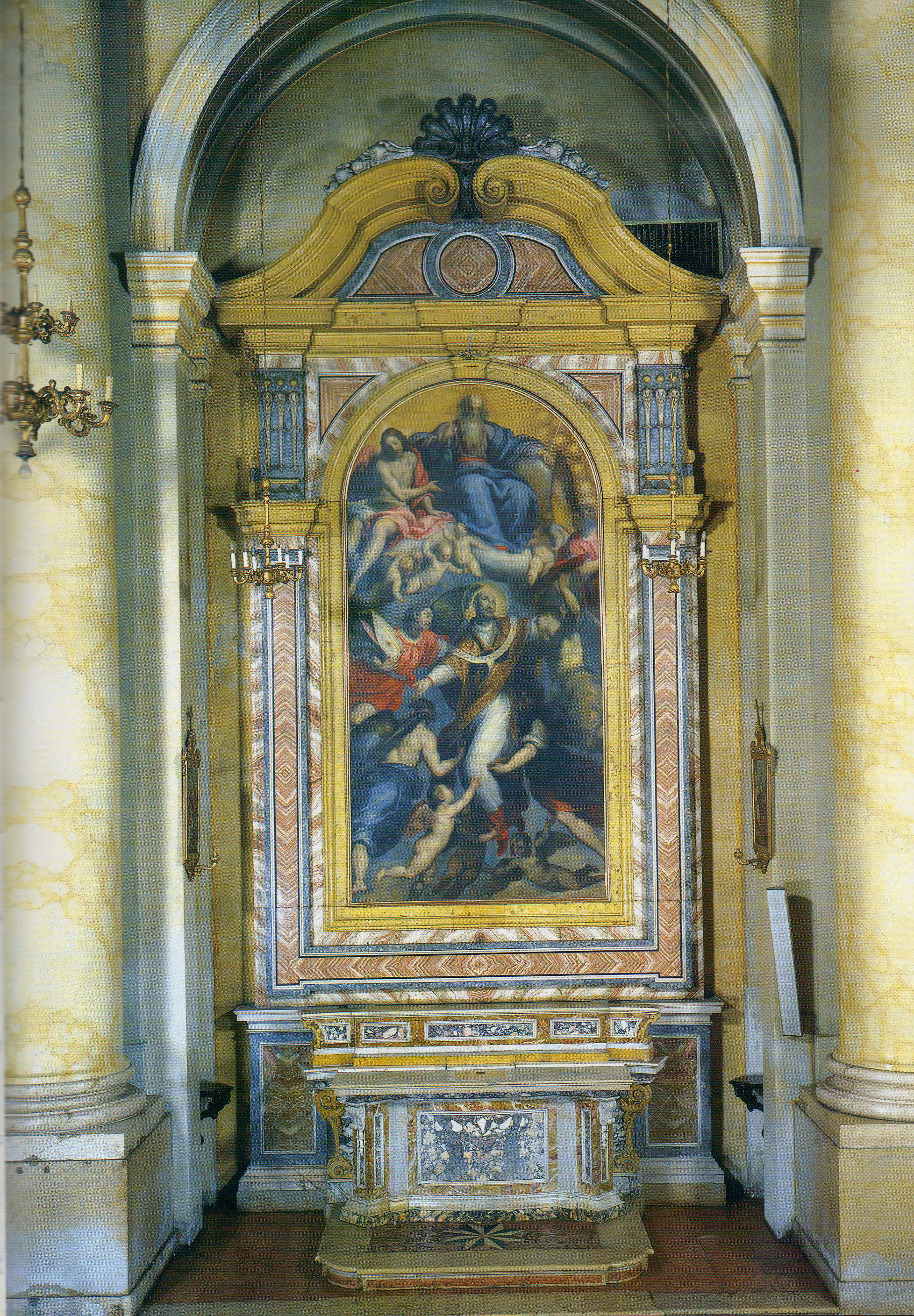
La cappella di San Carlo

La seconda cappella a sinistra, contando anche il Battistero, è dedicata a San Carlo Borromeo, il cui culto si diffuse all'inizio del Seicento. Un altare a lui dedicato era già presente nella vecchia chiesa, fatto erigere nel 1611 dal prevosto Ottavio Ermanni sul posto dove si trovava il pulpito usato dal santo per la predicazione laurenziana, tenuta durante il suo soggiorno a Brescia nel 1580. L'altare trova subito larga devozione, come dimostrano le due epigrafi rimosse durante i restauri dolfiniani e riposizionate a lavori conclusi.
Il restauro settecentesco è mirato a donare nuovo decoro al vecchio altare, che viene difatti ricostruito e arricchito nuovamente dai rezzatesi Lorenzo Palazzi e Giovanni Ogna. Viene mantenuta l'originaria pala di Francesco Giugno, ancora oggi presente, che raffigura San Carlo Borromeo in Gloria, tassello di un ampio impegno del pittore in San Lorenzo che, come documentato, realizzò anche un gonfalone per la chiesa e un ciclo di affreschi su una parete vicina, il tutto probabilmente su commissione dello stesso prevosto Ermanni. I colori sono molto lividi e dal solido costrutto plastico: l'atmosfera passa continuamente da un senso di magniloquenza e uno di abbondanza delle forme e delle linee, con una composizione macchinosa e non subito comprensibile, anche per i vari spunti e particolari che presenta.

### Cappella iemale o Battistero
L'aspetto odierno è il risultato dei restauri del 2000, durante i quali fu rifatto il pavimento, portandolo a livello della chiesa, furono collocati un altare, i banchi e aggiunte alcune opere. L'arredo pittorico complessivo è quello originale: sulla parete destra si ha l'Incontro di Abramo con Melchisedek di Pietro Marone, sulla parete sinistra l'Acqua zampillante dalla roccia e La raccolta della manna di Prospero Rabaglio.
Del Settecento è il Battesimo di Gesù sulla parete di fondo, attribuito a Francesco Savanni. A queste opere, come detto, sono stati aggiunti dei contributi nel 2000, cioè due altorilievi in bronzo dello scultore Federico Severino, Cristo in Passione e Santa Maria Crocifissa di Rosa, quest'ultimo firmato e datato. Pregio straordinario per la cappella gli antichi dipinti di fine Cinquecento, accompagnati da altri settecenteschi, emersi durante il restauro. Sull'arcone di ingresso è posta una Santa Maria Crocifissa di Rosa voglia sulla città di Brescia di Mario Barberis, opera del 1940. Un'epigrafe sul lato destro ricorda due laurenziani d'eccezione: ancora la di Rosa e il venerabile Lodovico Pavoni.

## Il tesoro della chiesa
La chiesa conserva un vasto tesoro composto principalmente da strumenti e arredi liturgici, tra i quali spiccano elementi di pregio quali il reliquiario di san Biagio dell'inizio del XVI secolo.

## Galleria d'immagini

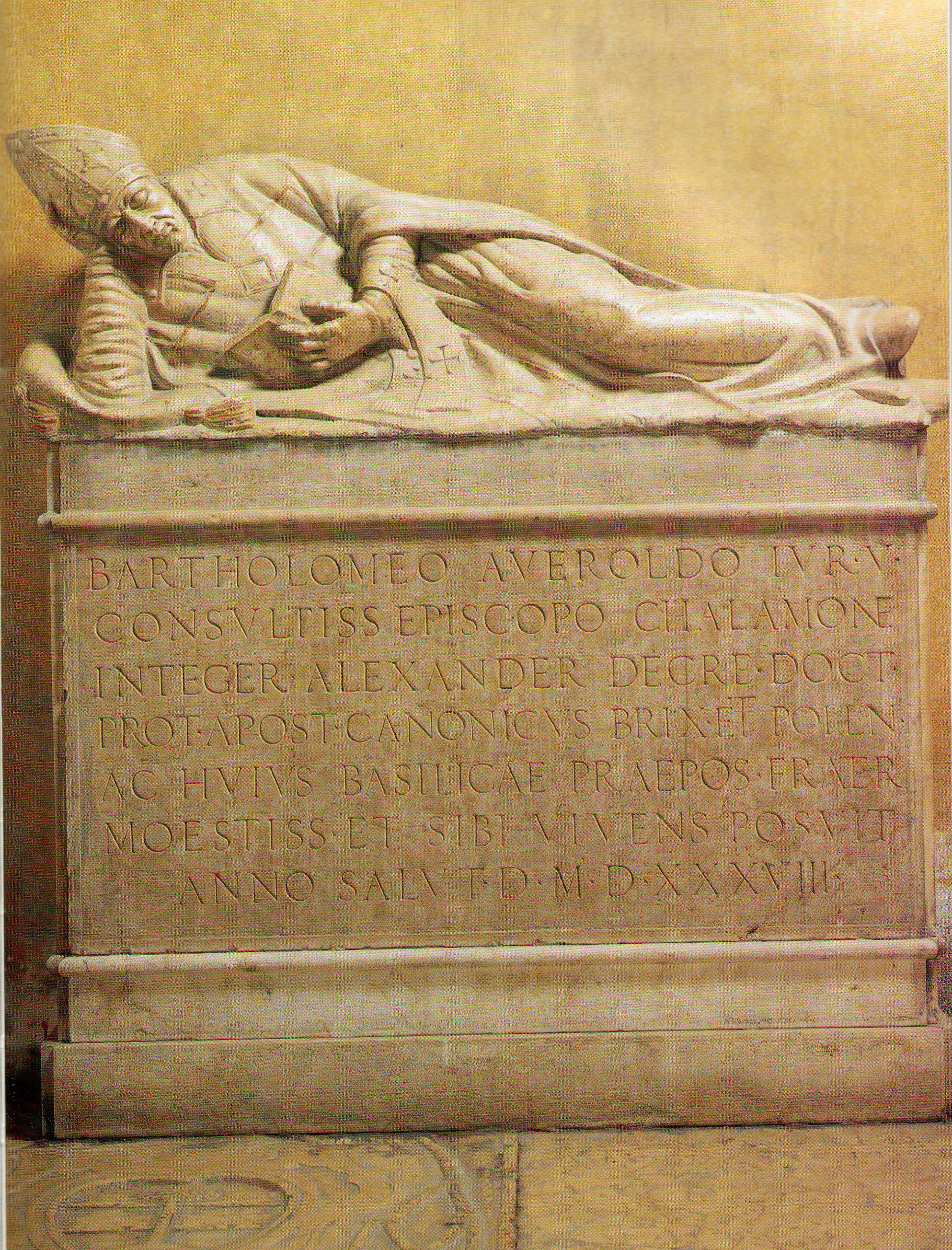
Il sarcofago di Bartolomeo Averoldi all'ingresso destro
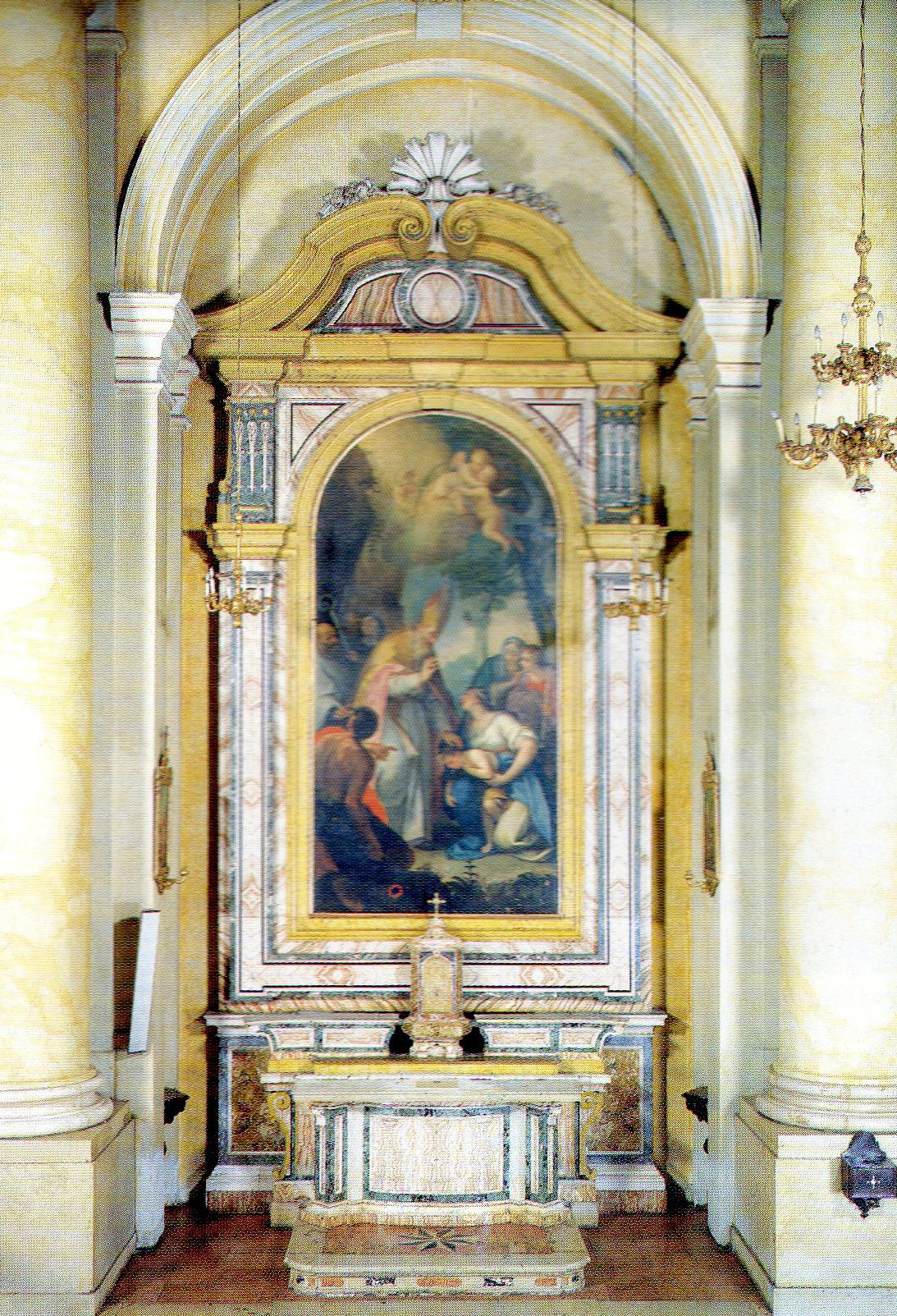
La cappella di San Biagio
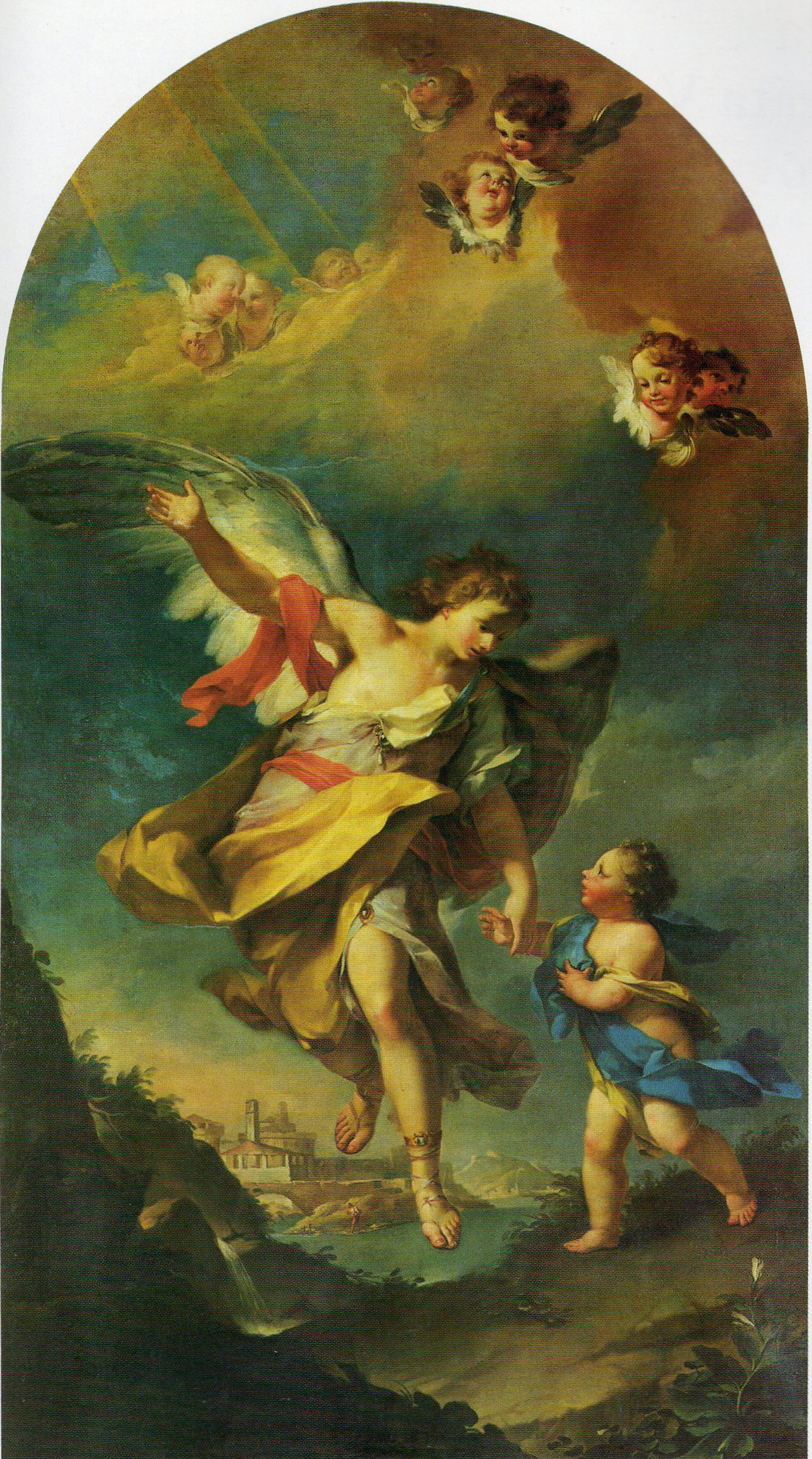
La cappella dell'Angelo Custode
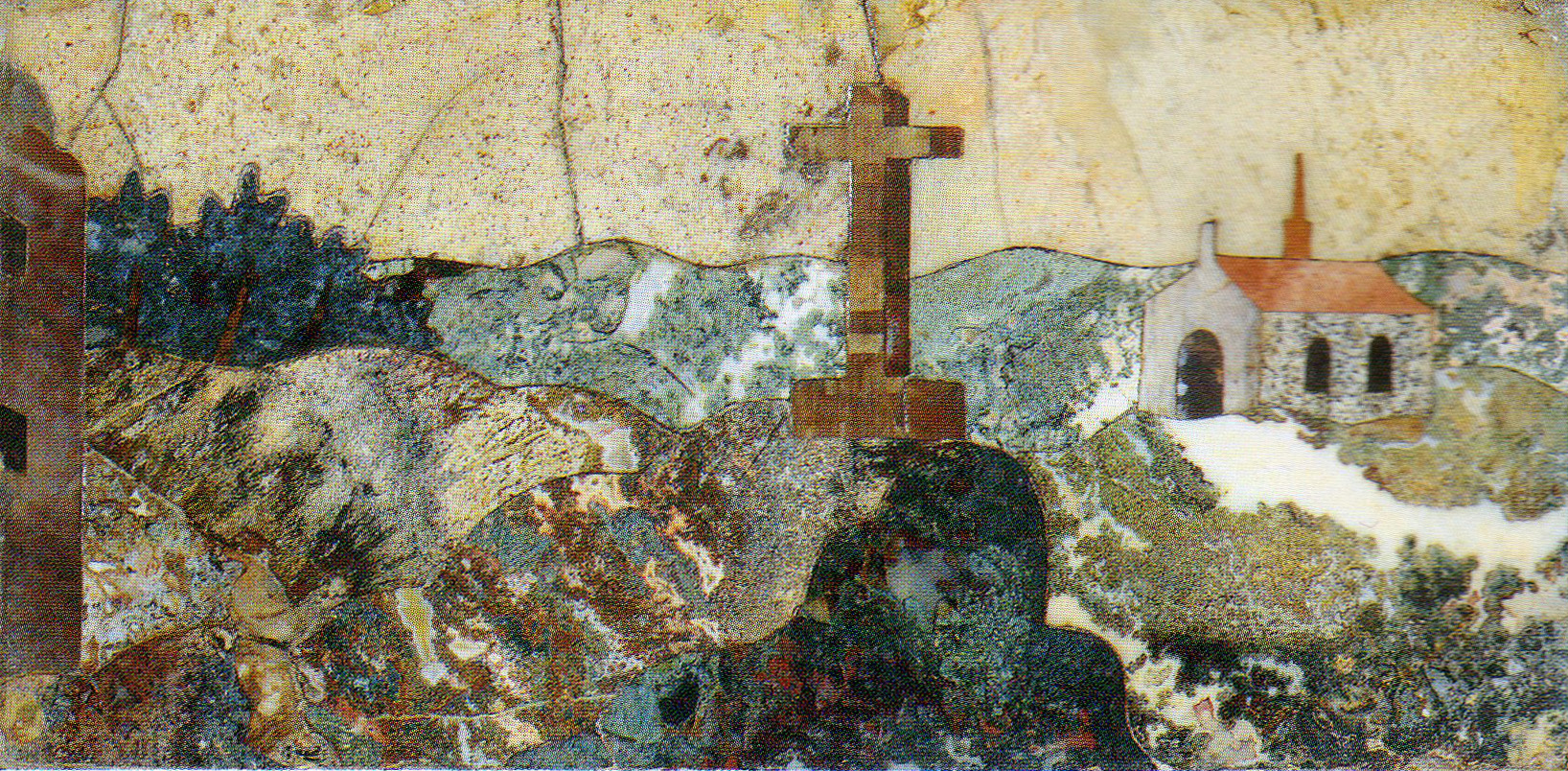
Una delle "vedutine" sull'altare della Madonna della Provvidenza
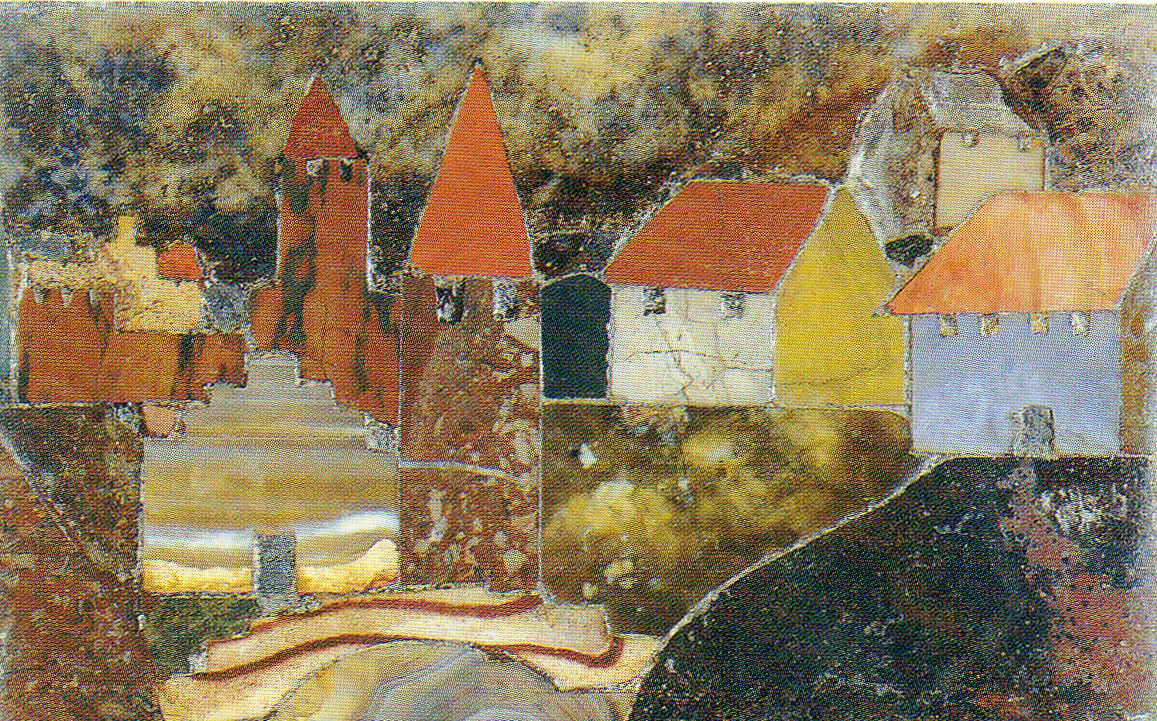
Una delle "vedutine" sull'altare della Madonna della Provvidenza
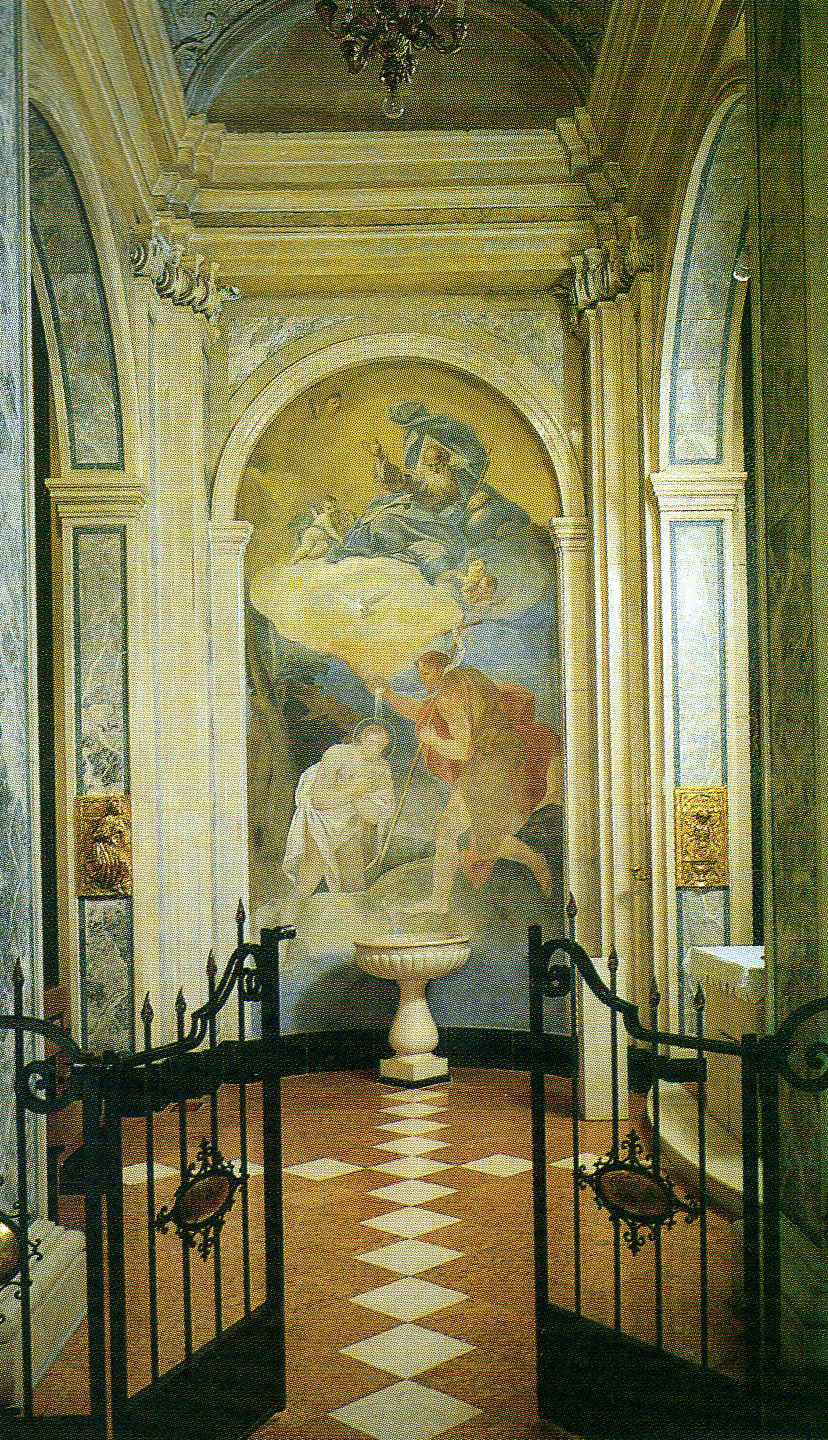
La cappella iemale o Battistero
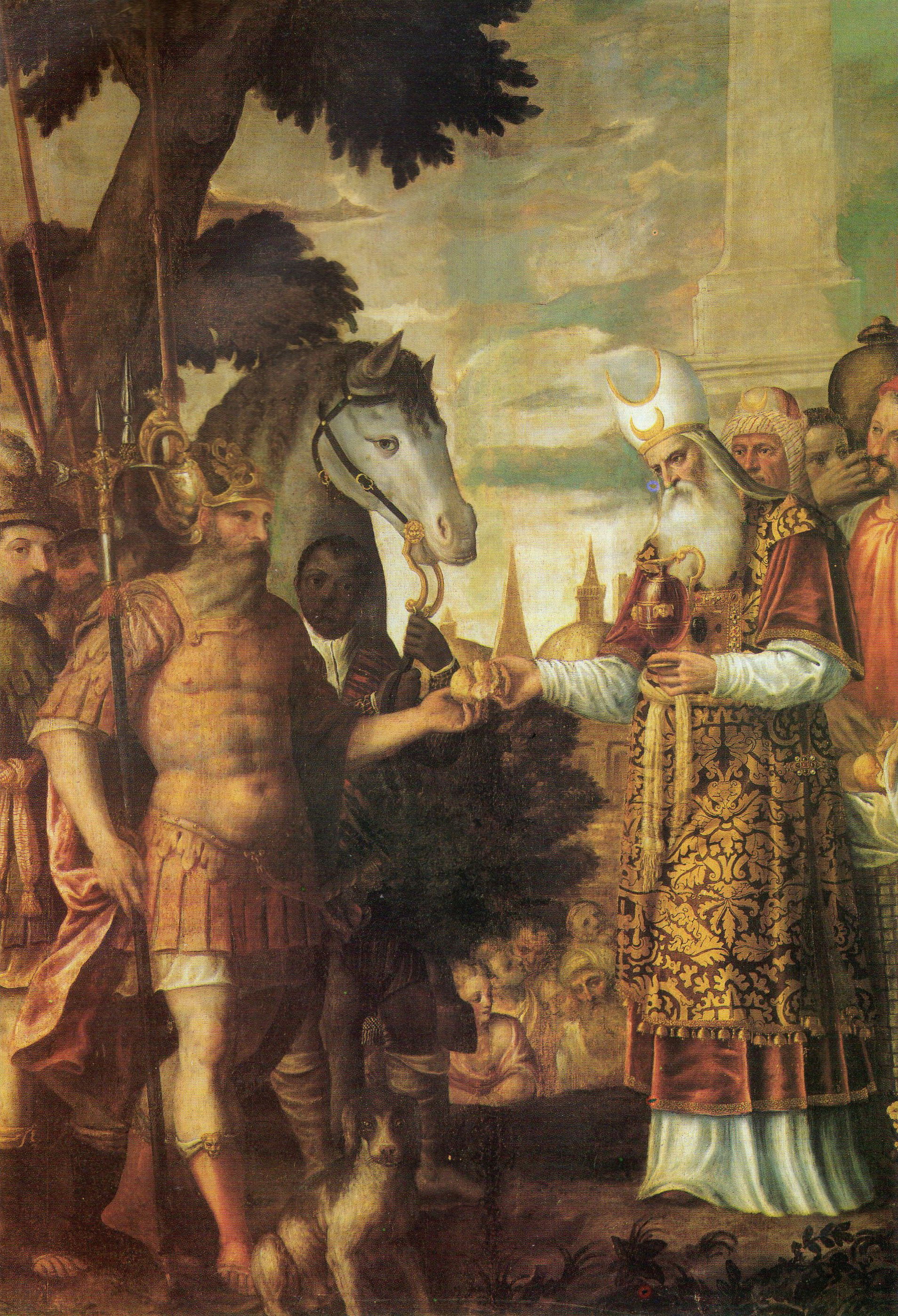
L'Incontro di Abramo con Melchisedek di Pietro Marone